# Cucina marsicana
La cucina marsicana è la tradizionale cucina del territorio della Marsica in Abruzzo. Lo stravolgimento territoriale caratterizzato principalmente dal prosciugamento del lago Fucino ha modificato le abitudini culinarie di buona parte della popolazione di questo territorio. Con il prosciugamento totale del bacino lacustre avvenuto nella seconda metà del XIX secolo, infatti, i pescatori sono diventati agricoltori e successivamente imprenditori agricoli. 
Tuttavia nei centri di montagna storicamente più isolati e più impervi si è mantenuta l'originaria tradizione culinaria. 
I piatti tipici più importanti sono: i maccheroni alla chitarra, le sagne con i fagioli, le zuppe e le minestre della cucina povera rinascimentale per i primi piatti; carni suine, bovine e la pecora ajo cotturo per i secondi; le numerose bevande locali e i tipici dolci pasquali e natalizi. Tra i prodotti riconosciuti IGP figurano la patata del Fucino e la carota dell'altopiano del Fucino, mentre sono incluse nell'elenco dei PAT abruzzesi, la castagna Roscetta della valle Roveto, la mela della valle del Giovenco e l'antico grano Solina.

## Storia della cucina marsicana

### In epoca preistorica

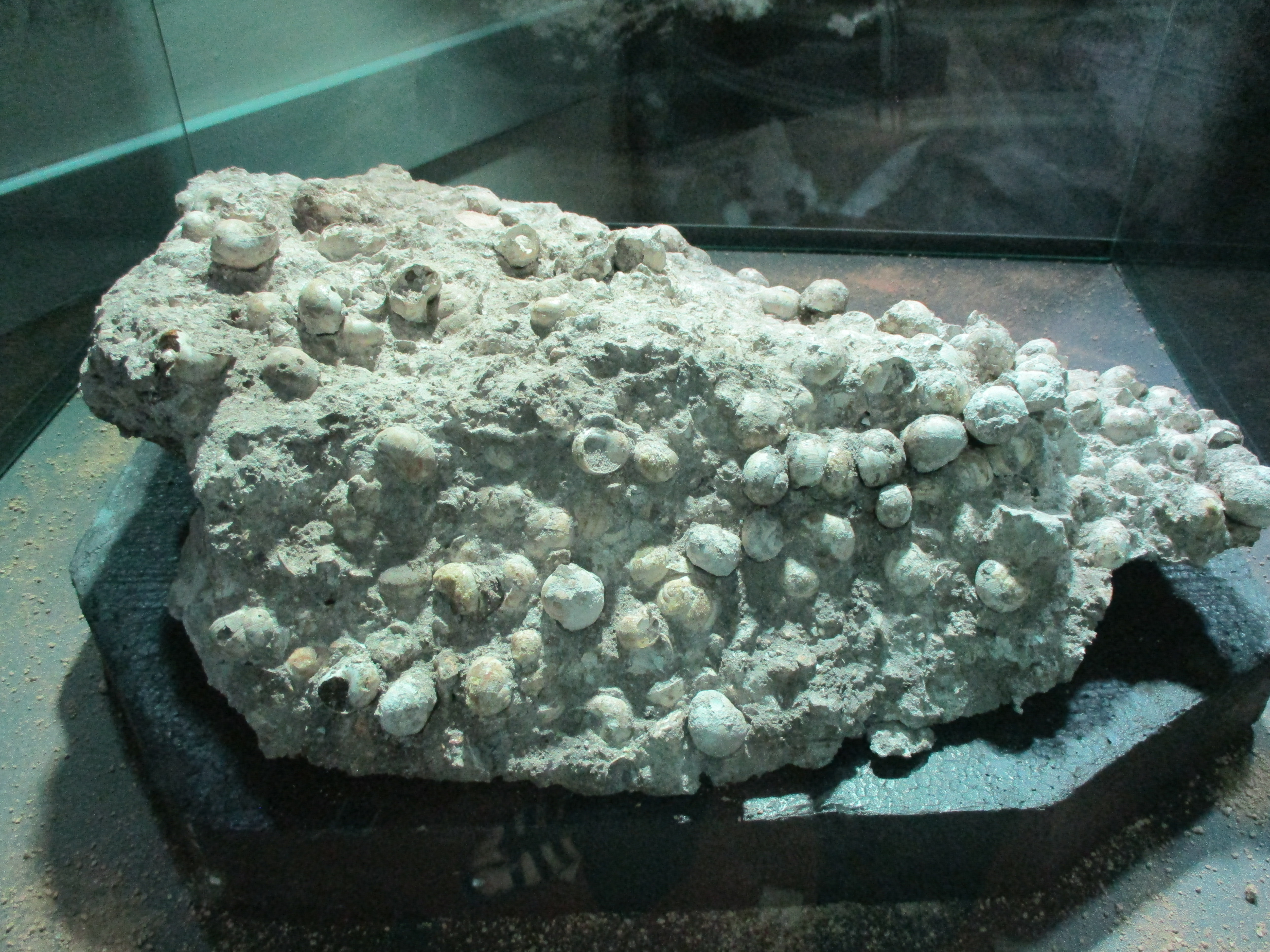
Chiocciolaio fucense risalente a 11.000 anni fa

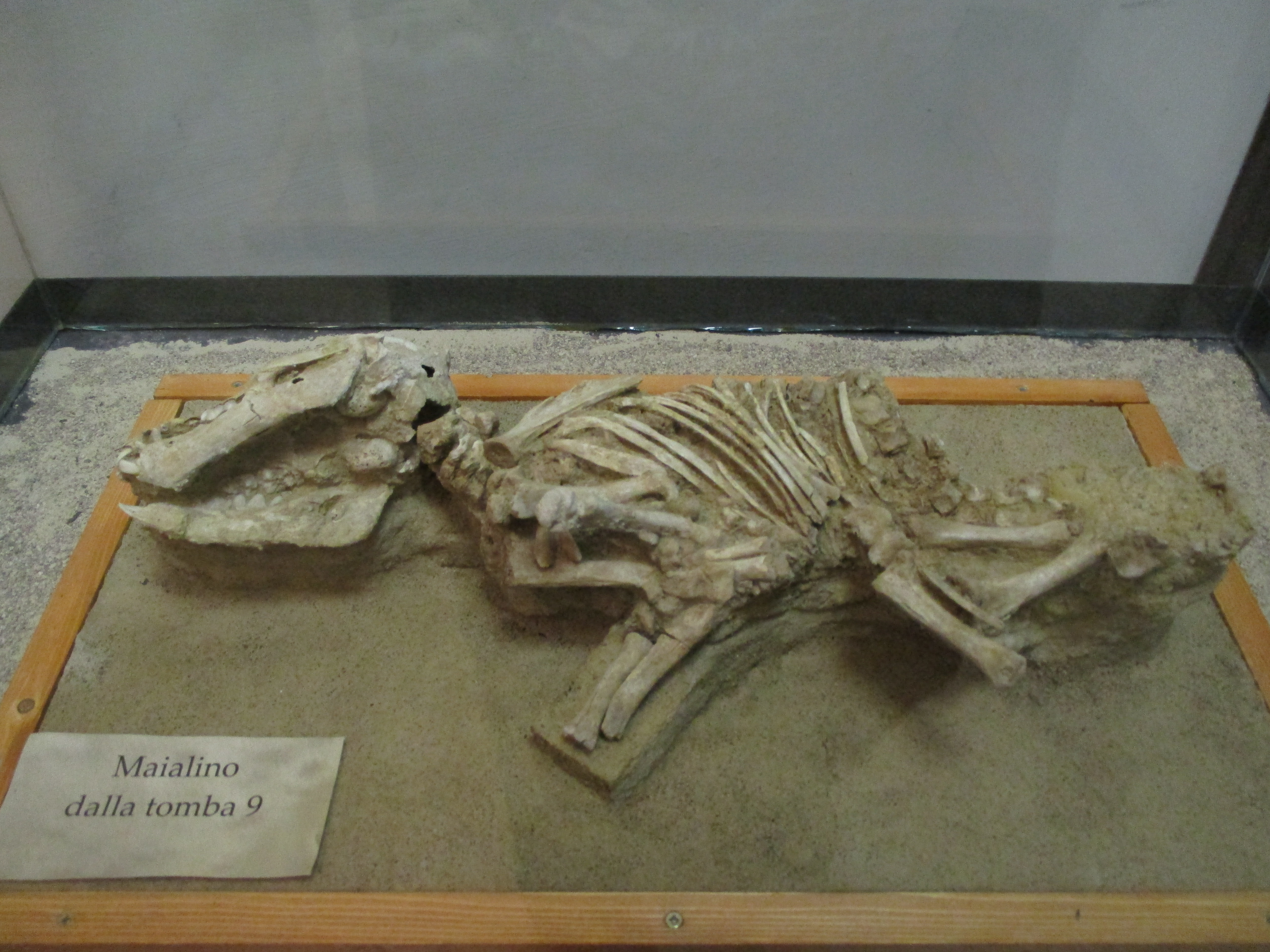
Resti ossei di un maialino rinvenuti nel sito di via Mesola ad Ortucchio

Le indicazioni raccolte grazie alle esplorazioni e agli scavi archeologici permettono senza dubbio di capire quanto la presenza-assenza del lago Fucino abbia regolato la vita delle popolazioni stanziate intorno ad esso, condizionandone le sorti culturali, sociali ed economiche.
Le prime attestazioni degli alimenti dell'uomo nella Marsica si sono avute proprio nell'area fucense circa 40 000-14 000 anni fa. La presenza del lago creò infatti le condizioni climatiche ideali per accogliere l'uomo in un contesto positivo di fauna, flora e in seguito anche economico. Dai resti scheletrici ed altre tracce come mortai e pestelli, presenti nelle necropoli, nelle caverne e in altri siti, si è potuto ricostruire come l'Uomo di Cro-Magnon vivesse in gruppo spostandosi alla ricerca delle prede da cacciare: bovidi, mammut, cavalli, renne, orsi, tuttavia risultava già in grado di raccogliere e rielaborare i semi vegetali ed altre risorse naturali. Quindi diversamente dal precedente Uomo di Neanderthal l'uomo preistorico del Fucino fece entrare nel proprio regime alimentare oltre alla carne animale, consumata in misura piuttosto ridotta, anche i vegetali.
24 000 anni fa si registrò il massimo livello delle acque raggiunto nel bacino lacustre del Fucino che lambì i terreni oltre il contemporaneo centro abitato di Avezzano come quelli della località di Colle Cesolino, posta al confine del piano Palentino. Il cambio del clima avvenuto a cominciare da 13 000 anni fa causò stravolgimenti anche in questi territori tanto che per via delle temperature più miti ed umide avvenne un restringimento del lago fucense. Fu durante il Mesolitico che si registrò un notevole abbassamento del livello lacustre che risultò circoscritto nell'area denominata Bacinetto, una fascia depressa della piana la cui quota altimetrica risulta inferiore, localizzata tra la contemporanea frazione di Borgo Ottomila (Celano) e i territori di Ortucchio, San Benedetto e Venere dei Marsi. Il clima e il conseguente cambiamento della condizione idrografica del Fucino modificò anche l'alimentazione e le attività ad essa connesse.
I rinvenimenti di reperti archeologici effettuati nell'area circostante l'ex lago Fucino, in particolare lungo i torrenti e all'interno delle grotte situate a mezza costa sulle pendici dei monti Marsicani più prossime all'alveo, tra i territori di Lecce nei Marsi, Ortucchio e Trasacco hanno permesso di ricostruire il modus vivendi degli uomini preistorici del Fucino. In particolare le attività, promosse in primis dall'Università "La Sapienza" e dall'Università di Pisa di concerto con la Soprintendenza archeologica, di esplorazione, scavo, ricerca e analisi di natura archeozoologica sugli strati e sui resti ossei emersi dalle grotte, hanno testimoniato le abitudini alimentari di chi visse in questi luoghi. Prima di 13 000 anni fa, nell'arco di tempo in cui il clima fu più rigido, l'uomo primitivo si dedicò alla cacciagione della marmotta e dello stambecco, mentre cavallo idruntino ed uro entrarono nel regime alimentare successivamente.  In particolare le fenditure rinvenute sui resti ossei hanno segnalato chiaramente anche l'attività di macellazione delle carni. Con il cambiamento del clima e le temperature più miti vennero introdotti nelle abitudini alimentari soprattutto il camoscio ma anche cinghiale, cervo, capriolo, riccio ed altri piccoli roditori, oltre ai volatili e alla trota fario pescata nei piccoli torrenti le cui acque si riversavano nel lago.
Resti delle trote risalenti a circa 12 000-9 000 anni fa sono state ritrovate insieme ad un chiocciolaio databile ad 11 000 anni fa e che presenta dalle 690 alle 1500 lumache pari a un fabbisogno di 4 o 5 persone.
Nei pozzetti rinvenuti all'interno delle grotte venivano cotti gli alimenti, in particolare la carne cucinata nei focolai alla brace oppure cotta a vapore nei pozzetti che venivano resi impermeabili da pelli animali non sgrassate. All'interno di essi venivano gettate le pietre arroventate e successivamente dell'acqua. L'ebollizione e l'evaporazione permettevano di cuocere soprattutto la carne ma anche leguminose ed olio selvatico.
L'uomo del Neolitico, diventato stanziale, avviò la domesticazione degli animali e delle piante. Questo processo, ampiamente attestato nel territorio fucense e marsicano, ebbe inizio con il maiale, la capra, la pecora e altri bovini ma anche con l'uva ursina, il corniolo, il prugnolo, il melo cotogno, la canapa, lo zafferano, la rosa canina, le lenticchie, l'orzo, i piselli e il grano che segnarono così l'avvio delle prime colture domesticate.
Sono numerose le testimonianze dei resti di utensili da cucina o attrezzi utilizzati per le attività di approvvigionamento del cibo come i falcetti, le selci acuminate o i pesi da rete da pesca rinvenuti in diversi siti archeologici come le grotte di Ortucchio, Trasacco, Collelongo, la pianura di Cellitto a Paterno, il villaggio del neolitico antico di Rio Tana a Lecce nei Marsi, la necropoli di monte San Nicola a Scurcola Marsicana e il sito Pratovecchio-Paludi a Celano.
Durante l'età del bronzo, mentre la vite risultò essere ancora selvatica e l'olivo non ancora sfruttato per fini alimentari, le specie coltivate furono il frumento, il farro, l'orzo, i legumi, le fave, i piselli e il miglio panico, quest'ultimo utilizzato o per l'alimentazione umana oppure per il bestiame.

### In epoca romana

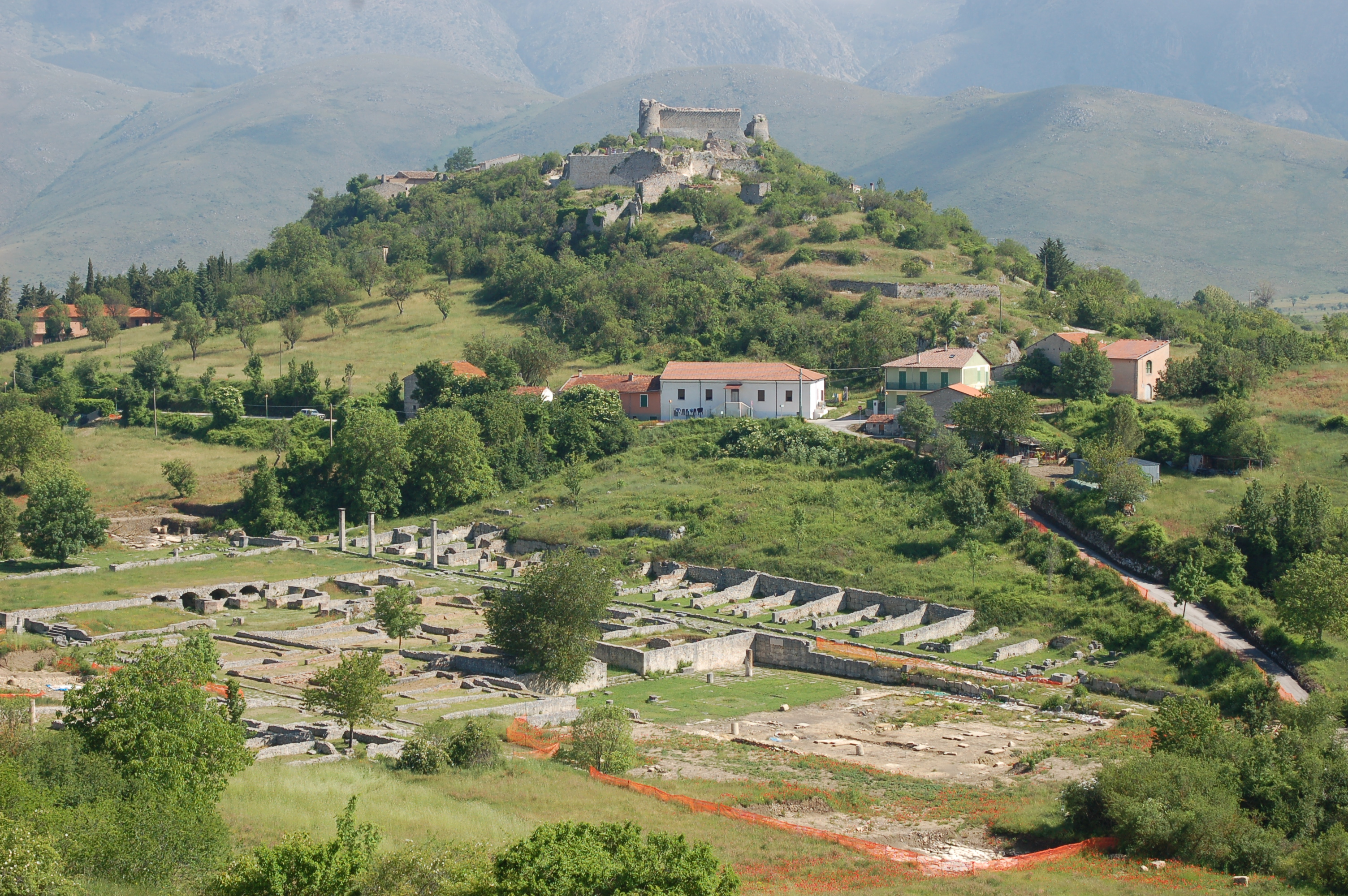
Alba Fucens e il castello medievale

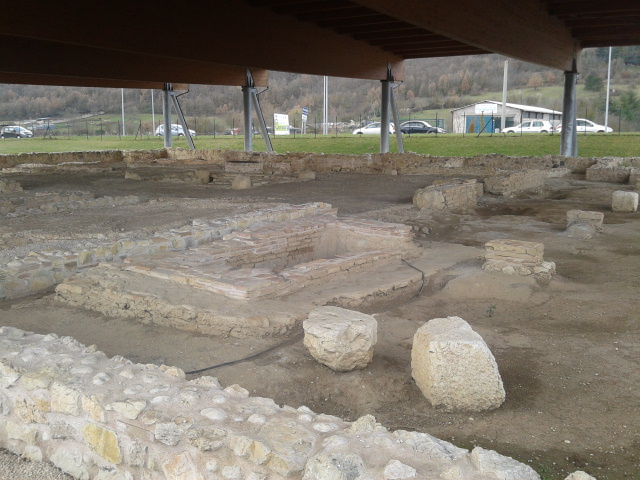
Villa romana di Avezzano

Oltre alla celebrazione dei defunti con i cosiddetti banchetti funerari numerosi rinvenimenti hanno consentito di ricostruire la dieta dell'epoca romana in tutto il territorio della Marsica. Tra le specie di cui gli uomini si cibarono figurano il maiale, la pecora e la capra le cui ossa sono state ritrovate all'interno delle tombe ai piedi del defunto, oltre al fagiano e al tipico pesce fucense, il barbo a cui con ogni probabilità si riferì Plinio il Vecchio in Naturalis historia quando scrisse che in questo lago esisteva un "pesce fantastico con otto pinne". Sin dall'epoca remota la pesca nel lago fece fronte alle esigenze alimentari, attraverso diverse tecniche tra cui quella delle fascine nelle "piscarie", ovvero nelle aree in cui l'acqua risultava stagnante e veniva circoscritta dal resto del bacino lacustre attraverso lo sbarramento con degli arbusti.
Ad Alba Fucens e nei suoi fundi erano note varie produzioni tra cui, in particolare, quella delle cipolle, delle fave, dell'uvetta, delle mandorle e, come testimoniarono Appiano e Silio Italico, dei fichi e degli alberi da frutto. 
Nella villa romana di Avezzano oltre alle tradizionali coltivazioni agricole si realizzarono delle vasche di accumulo per la raccolta della frutta e della spremitura di olive e degli acini che veniva effettuata tramite i torchi.
Il cuoco e gastronomo Marco Gavio Apicio rappresentò a Marruvium l'antica cucina romana e, in particolare, il condimento in salsa di pesce tritato e fermentato detto garum o liquamen.
Nella località di Cretaro-Brecciara, nei pressi del casello autostradale di Avezzano e nel sito di Pratovecchio a Celano, riemerso in seguito ai lavori di costruzione di una grande centrale fotovoltaica sono visibili i solchi delle coltivazioni di epoca romana. Testimonianze dell'antica attività agricola sono tornate alla luce anche nella villa imperiale di San Potito, situata a monte del tracciato dell'acquedotto romano che servì a fornire di acqua la colonia di Alba Fucens dalla sorgente di sant'Eugenia, nei pressi del contemporaneo borgo di Santa Jona.
Antiche iscrizioni di Antinum, importante centro abitato dai marsi e municipio della Repubblica romana, attestano già in epoca antica l'esistenza nell'area rovetana di montagne ubertose e di castagneti.
Ovidio nei Fasti ha riportato come la colonia romana di Carsioli invece si caratterizzava per un terren frigido, e poco acconcio il frutto a generar di olivo; ma per biade produr fecondo loco; qui le coltivazioni principali erano rappresentate dalla malva, dai funghi bianchi e dalle messi del grano.
Prima del prosciugamento del Fucino realizzato da Claudio tra il 41 e il 52 d.C. nella Marsica si coltivavano l'aglio, il cece, la cicerchia, il farro, la fava, il frumento, la lenticchia, il loglio, il lupino, il miglio, l'orzo, il papavero (utilizzato anche per fini sedativi), il pisello, il rafano, la rapa e la veccia. In particolare l'area montana che coronava il lago si caratterizzava per la presenza di castagni, faggi, mandorli, meli, noccioli, olivi, peri, sorbi, viti, delle qualità di fichi e noci, introdotte nei poderi di Alba Fucens dalla Siria e dalla Caria da Lucio Vitellio il Vecchio, e della qualità di ciliegio del Mar Nero importata da Lucio Licinio Lucullo.
In seguito al prosciugamento claudiano del lago Fucino si verificò in tutto il territorio un primo stravolgimento climatico con le temperature più rigide e il conseguente abbandono di molte colture.
Nel 301 a seguito della riforma monetaria emanata da Diocleziano entrò nell'elenco dei prezzi da calmierare il prosciutto pepato "Marsica" che ha fatto presupporre l'esistenza di un fiorente allevamento dei suini e la lavorazione delle carni.

### In epoca medievale

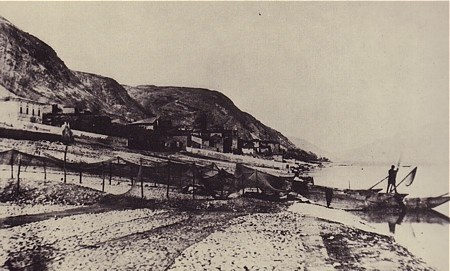
Luco dei Marsi: veduta del lago

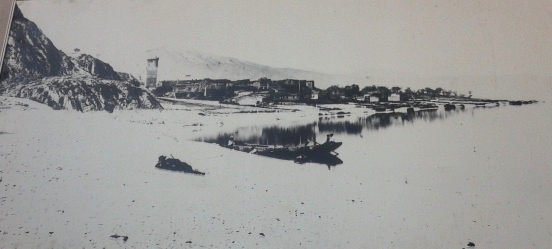
Il lago Fucino nei pressi di Trasacco

Nel VI secolo in seguito all'ostruzione dei cunicoli romani e con il ritorno dei livelli originari del lago Fucino si tornò lentamente alle coltivazioni originarie.
La pesca assunse sicuramente un ruolo preponderante nell'area fucense a cominciare dal periodo altomedievale, in particolare dall'VIII al XIII secolo. Diverse fonti ecclesiastiche relative alla gestione delle attività piscatorie e alle concessioni di porticcioli, stanghe e "piscarie" agli enti monastici attestano la rilevanza di questa attività nel bacino fucense.
La fauna ittica presente nel bacino fucense era costituita prevalentemente da anguille, barbi, carpe, gamberi, lasche (il cosiddetto "pesce antico"), scardole, persici, spinarelli, tinche, trote, a cui si accostavano numerose specie di anfibi.  Erano presumibilmente presenti i volatili lacustri come anatre selvatiche, folaghe e svassi.
Nei piani Palentini, in particolare a Magliano de' Marsi e nelle aree coltivabili circostanti il lago Fucino, tra Avezzano, Ortucchio e la Vallelonga appariva già nel XIII secolo un'importante coltivazione dello zafferano e del farro e un mercato fiorente di lardo, utilizzato anche per conservare gli alimenti, olio, sale e miele.
In tutto il periodo medievale anche qui i prodotti più utilizzati a tavola dalla gente comune erano sicuramente i derivati dei frumenti duri antichi come farro, orzo, segale e sorgo mentre le persone della cosiddetta classe elitaria consumavano abitudinalmente soprattutto la carne; in particolari circostanze come importanti e partecipate fiere e feste le interiora venivano donate a tutti.
Con la regolamentazione della transumanza voluta dagli Aragonesi i tratturi di Celano-Foggia e Pescasseroli-Candela, già esistenti in epoca romana, vennero potenziati tanto che tra il XIV e il XV secolo la pastorizia divenne un cardine dell'economia montana.
Dal XVI secolo nei terrazzamenti della Marsica si coltivava il grano Solina.

### In epoca moderna e contemporanea

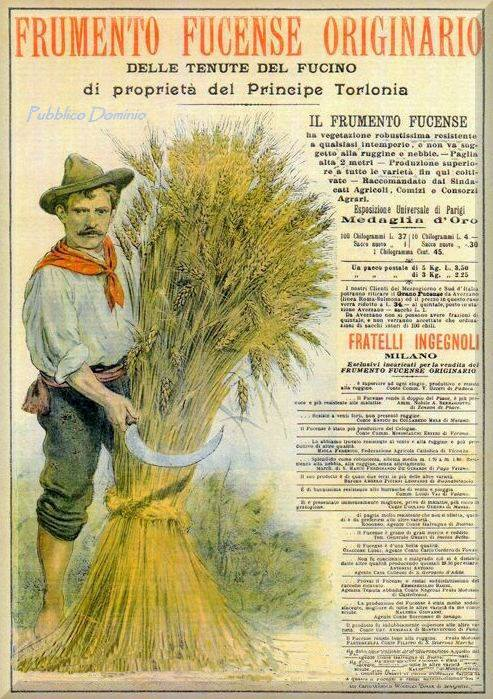
Frumento fucense in un'illustrazione dell'esposizione universale di Parigi del 1889

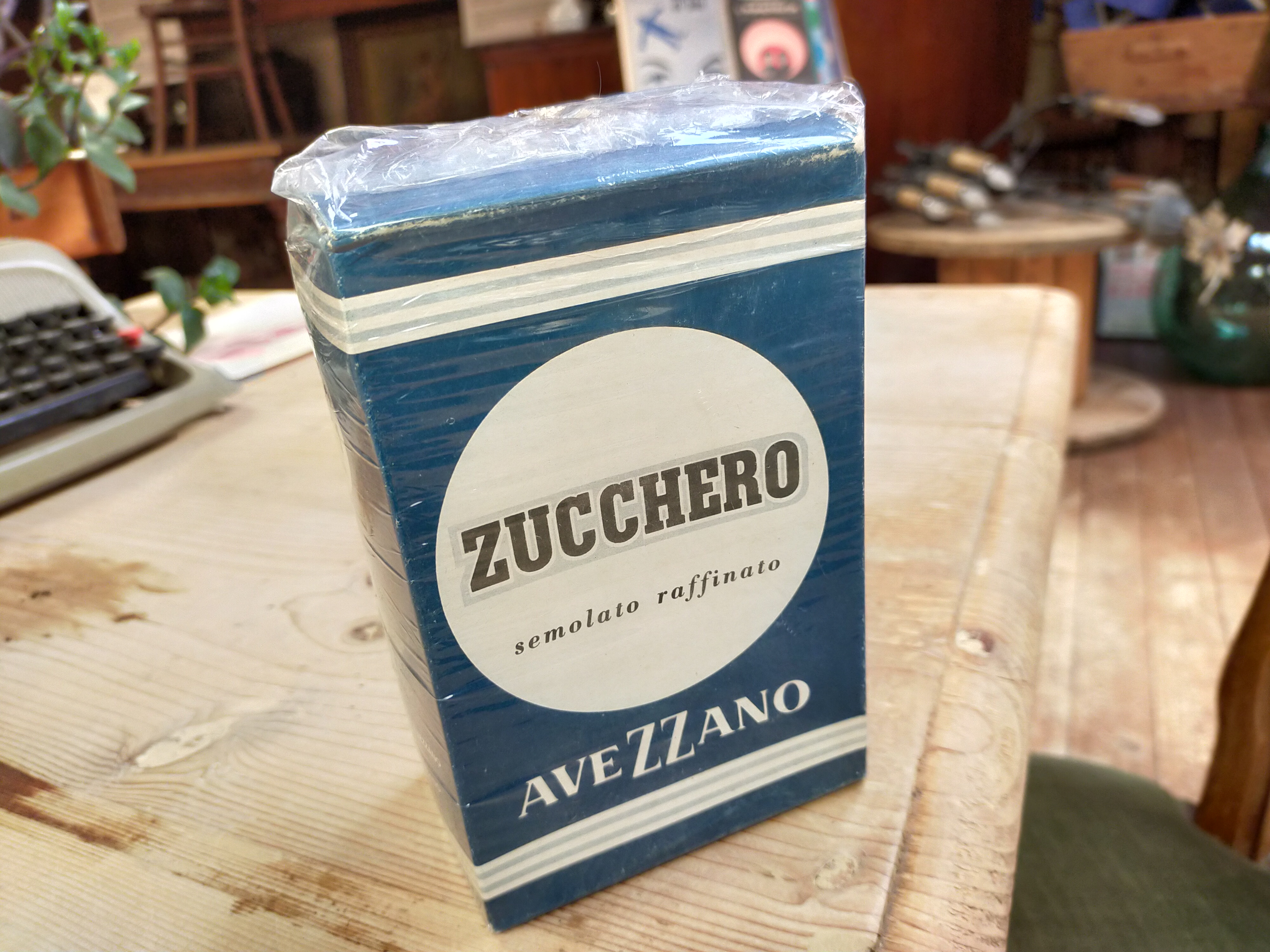
Confezione di zucchero semolato raffinato Avezzano

Uno dei piatti tipici della tradizione culinaria locale erano i pesci sotto ai coppi, ovvero puliti e riempiti di foglie di salvia, infine protetti da un coppo, ovvero un coperchio concavo in ferro, e cotti in tegame sotto la brace del camino. Il prosciugamento e la successiva bonifica del Fucino fatti realizzare da Alessandro Torlonia nella seconda metà del XIX secolo consentirono di coltivare una superficie iniziale di circa 15 000 ettari. La trasformazione lago-pianura ebbe delle forti ripercussioni oltre che sul piano sociale ed economico anche a livello culturale e della gastronomia locale. In cucina, pur non abbandonando del tutto le proprie radici, ci fu un avvicinamento alla tradizione culinaria dell'Abruzzo montano con influenze della cucina romana e di quella napoletana. 
Subito dopo il prosciugamento del lago oltre ai primi trattori Landini vennero utilizzati per arare i terreni del Fucino anche gli animali da lavoro, in particolare i muli e i bovini di razza marchigiana. Ciò si verificò almeno fino all'esproprio dei terreni fucensi ai Torlonia stabilito con la riforma agraria del 1950, periodo in cui tramite l'utilizzo del bestiame si suppliva alle esigenze dei contadini. L'economia si trasformò a cominciare dagli anni sessanta con l'avvento dell'imprenditoria che grazie al miglioramento delle infrastrutture si affiancò gradualmente all'agricoltura tradizionale. La lavorazione delle barbabietole nello zuccherificio di Avezzano (fino al 1986, anno della chiusura dell'opificio) e successivamente nello zuccherificio di Celano consentì la produzione di zucchero fino al 2006, anno della riforma "Ocm zucchero". Le malterie italiane, costruite accanto allo zuccherificio avezzanese, figurano tra i primi birrifici operativi in tutto il territorio italiano.
La patata del Fucino caratterizza la produzione orticola della piana fucense ed è certificata PAT e IGP. Del marchio europeo IGP si fregia dal 2007 anche la carota dell'altopiano del Fucino. Accanto a questi due prodotti si coltivano canapa da fibra, cavolfiore, finocchio, grano, insalata, mais, pomodori, radicchio rosso e sedano.
Le produzioni autoctone riconosciute tra i prodotti agroalimentari tradizionali abruzzesi sono la castagna Roscetta, il grano Solina e la mela della valle del Giovenco, mentre i prodotti lattiero-caseari e la filiera delle carni caratterizzano la gastronomia locale.

## Ingredienti principali

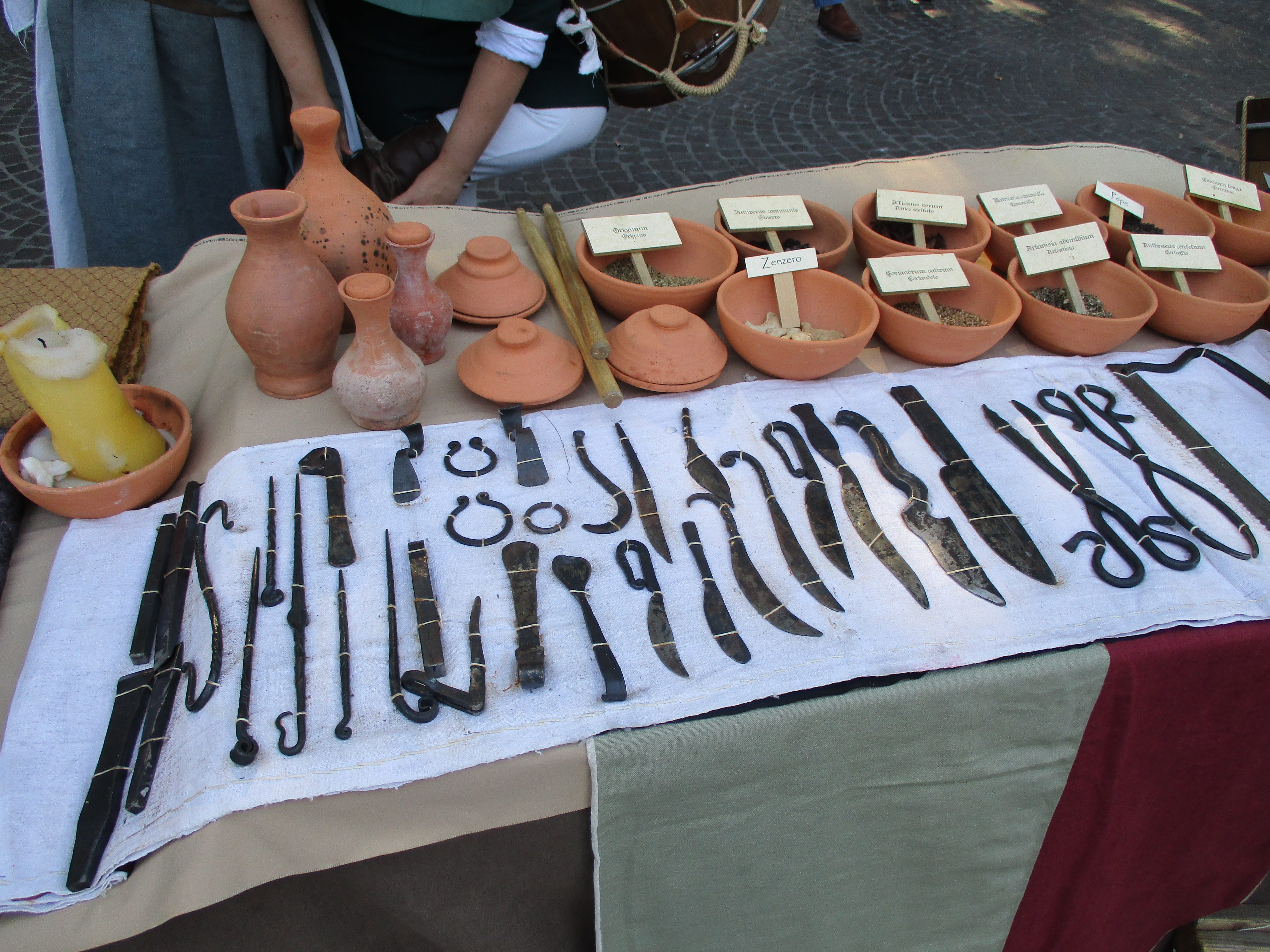
Utensili da cucina e antiche spezie

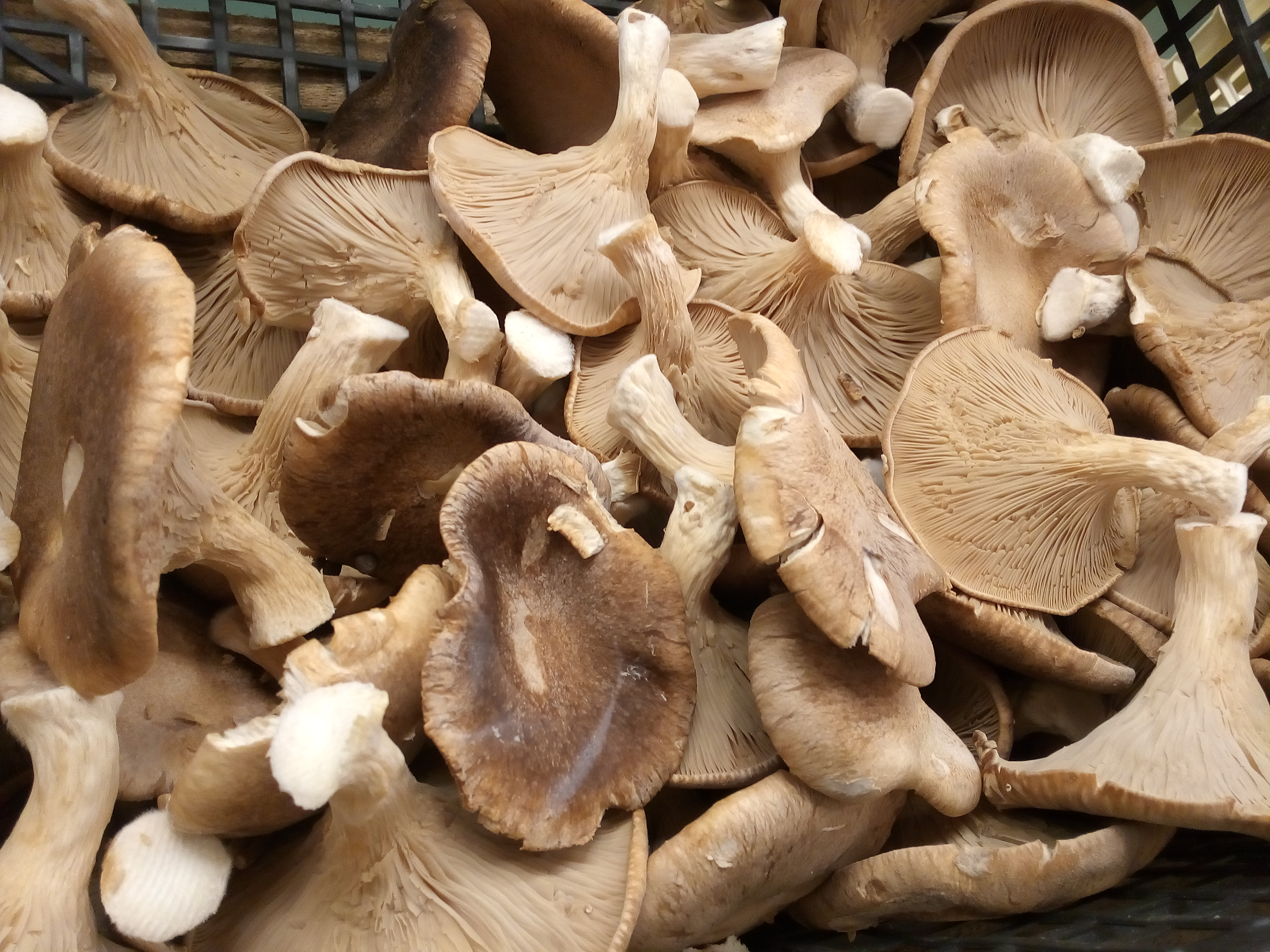
Le ricelle

Tra i principali ingredienti che si ritrovano nella cucina marsicana figurano molto spesso la farina, le uova, il latte, i legumi e i funghi.
In genere non mancano la pasta, la carne, specie quella bovina, il pane e i dolci.
Insalate, verdure e solitamente i prodotti ortofrutticoli accompagnano primi e secondi piatti.
I prodotti del Fucino come carote, fagioli, melanzane, patate, e zucchine e quelli delle aree montane come ceci, cicerchie e lenticchie sono tra i più consumati.
In particolare nei territori del parco nazionale d'Abruzzo, dei piani Palentini e della piana del Cavaliere si producono il formaggio, la mozzarella e la ricotta.
Gli olii extra vergine di oliva Alvia e Monicella prodotti localmente provengono dai frantoi della valle Roveto, mentre vari tipi di miele e la pappa reale vengono prodotti soprattutto nella valle del Giovenco. Il mais Maglianella, giallo o rosso, è un'antica varietà autoctona di mais coltivata nei piani Palentini composta da solo otto ranghi di chicchi.

## Antipasti e contorni

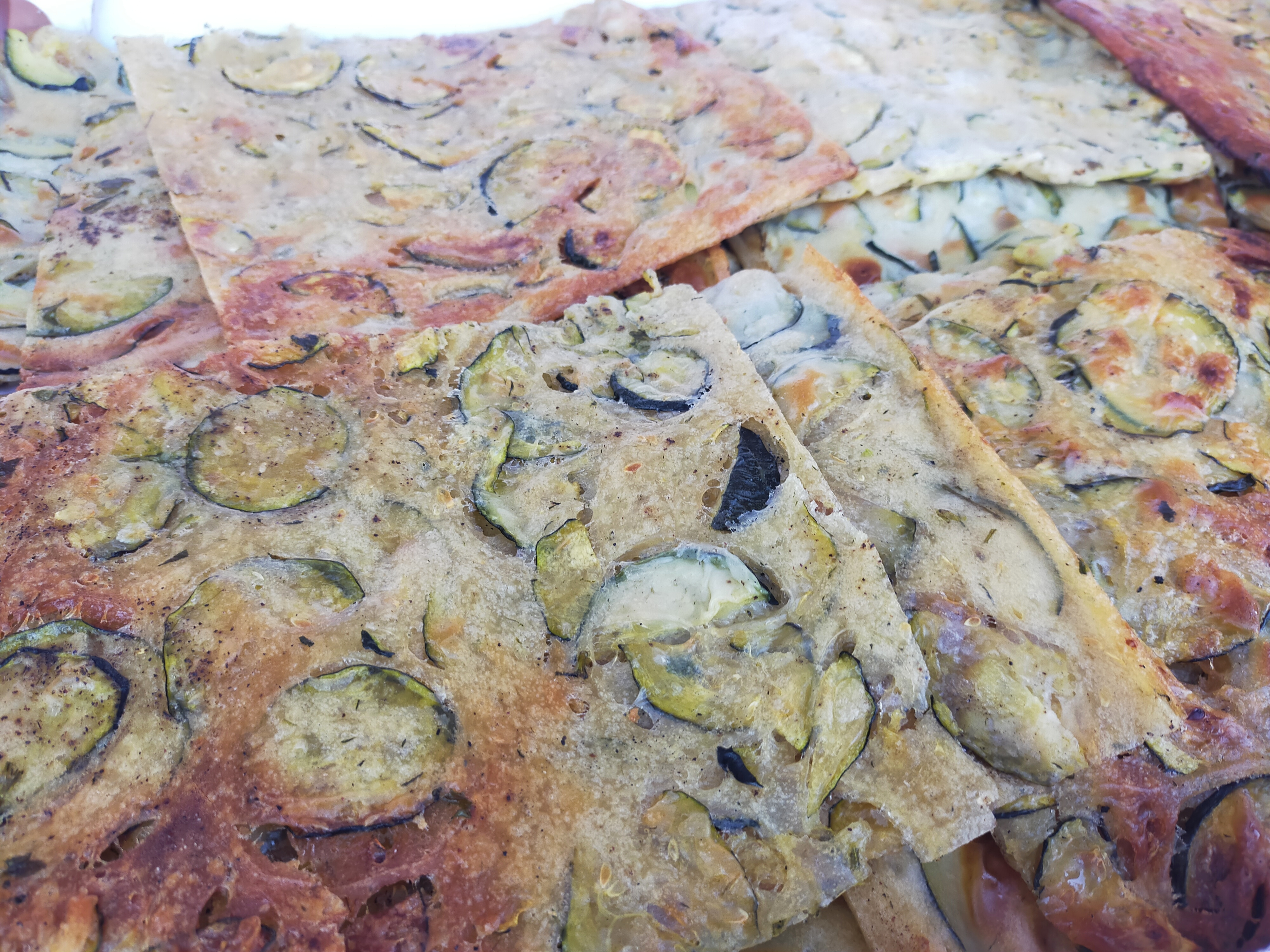
Cococciata di Paterno

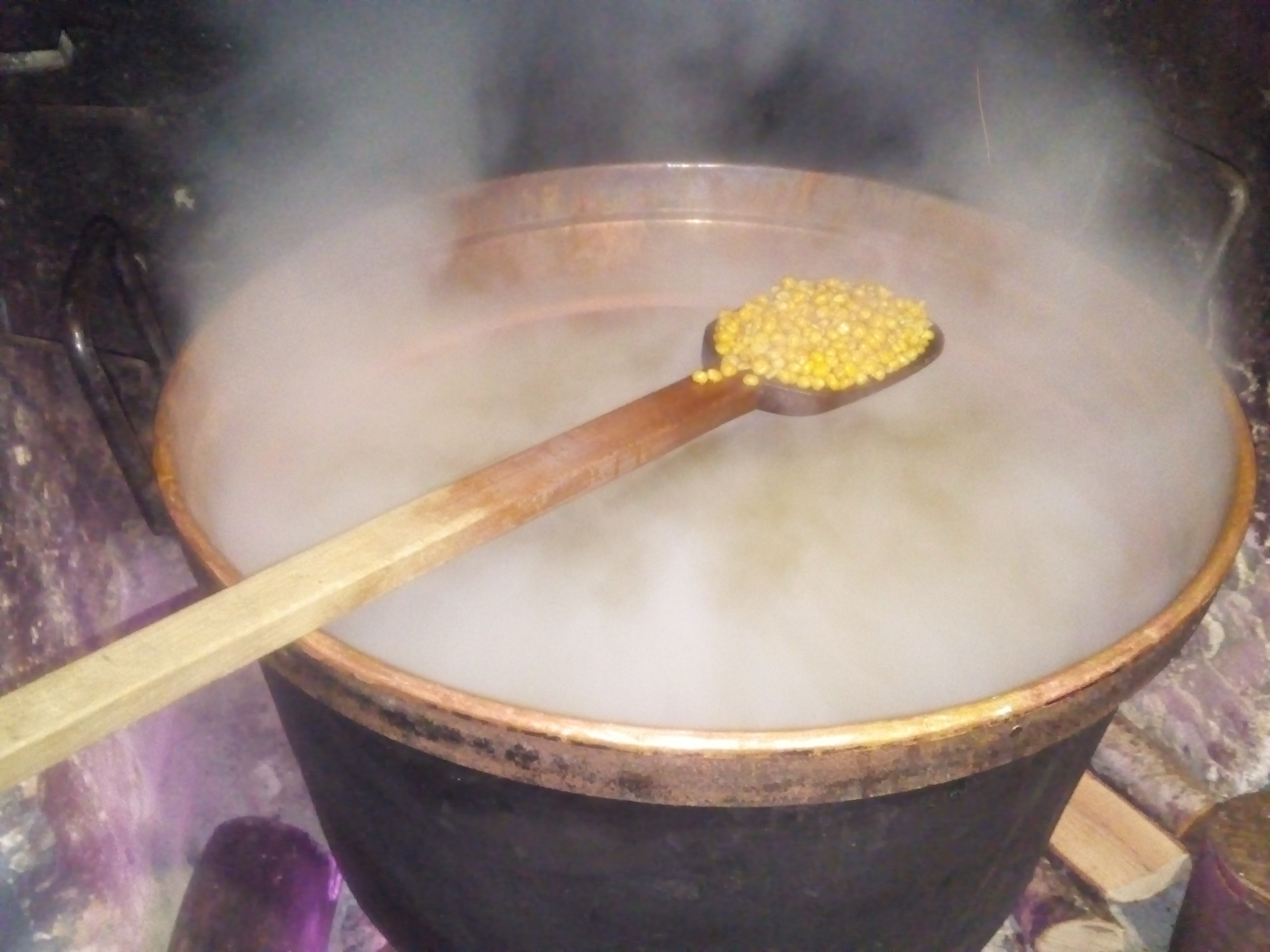
Granturco bollito a Collelongo

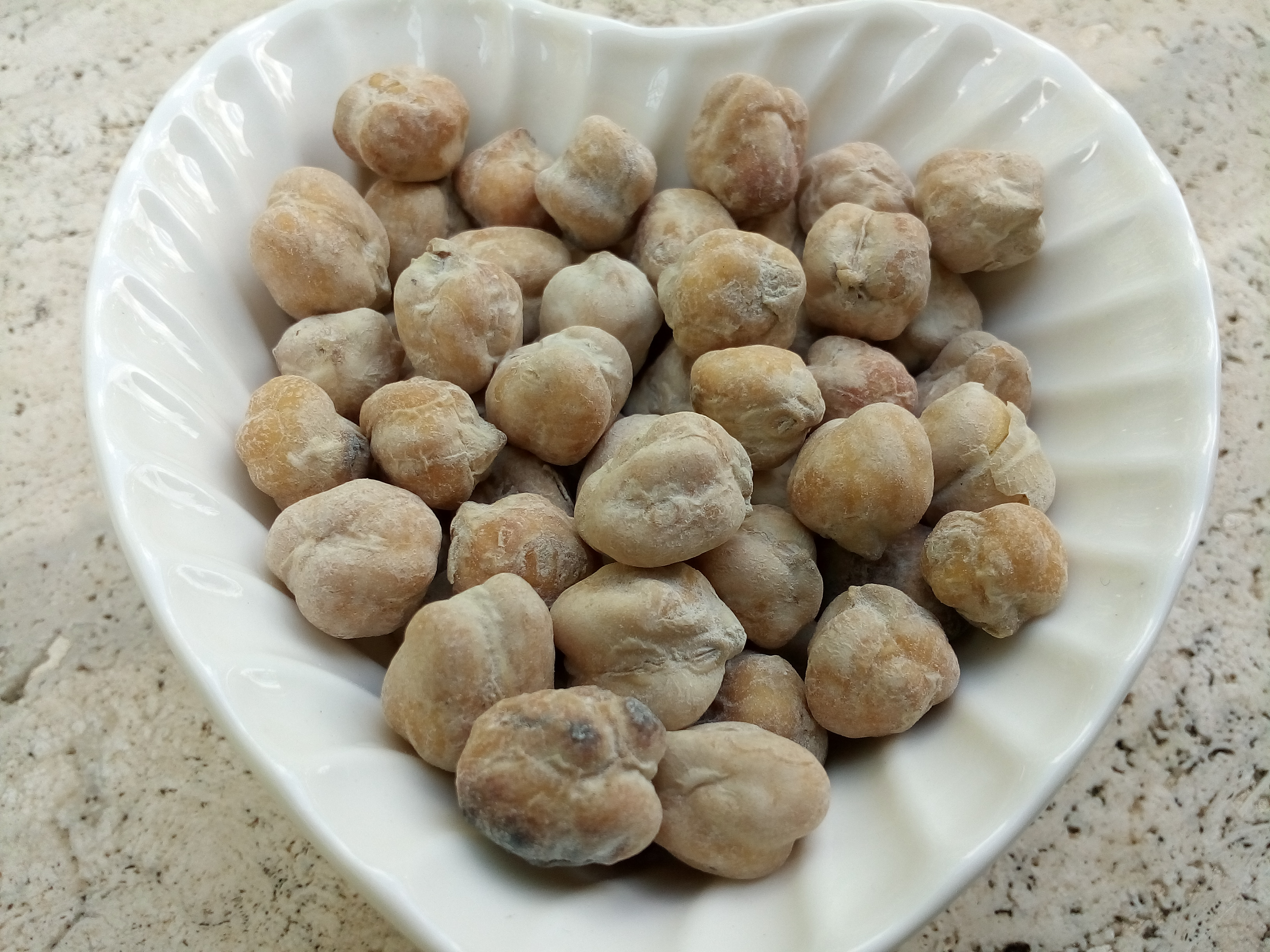
Ceci della Sposa di Pescasseroli

- Pane di San Pietro: cotto nel forno della casa natale di san Pietro l'eremita a Rocca di Botte, viene benedetto e offerto durante il rito della Panarda[53].
- Panonta: pane con le patate insaporito con la pancetta di maiale durante la cottura al forno a legna[54].
- Patate maritate, ricetta tipica di Pescasseroli[55].
- Bruschette al pomodoro o semplicemente aglio e olio[56].
- Crostini alla contadina[56].
- Focacce casarecce con gli òrapi del Pizzo Deta (spinaci selvatici di montagna), specialità tipica di Roccavivi[57].
- Fregnacce di Castronovo, frittelle con verdure e mortadella[57].
- Cipollata: salsa composta di cipolle bionde o rosse e pomodori maturi da tavola[58].
- Ceci della Sposa, ricetta tipica di Pescasseroli. La lunga preparazione del legume è ispirata ad un antico rito matriarcale: le donne del paese donano i ceci, simbolo di fertilità e abbondanza, alle novelle spose in segno di buon augurio. I legumi vengono prima immersi nell'acqua e fatti scolare. Dopo la cottura vengono imbevuti con un liquore aromatico e insaporiti con vanillina, cannella e semi di anice[59].
- Cicerchie, cicerocchi (cicer crocus, ceci rossi), granturco e favata della Vallelonga[60].
- Fagiolcotica: fagioli con le cotiche, ricetta tipica di Pereto[61].
- Cococciata: sfoglia con zucchine tagliate a rondelle tipica di Paterno di Avezzano[62].
- Pizza con le noci: ricetta tipica di Magliano de' Marsi[63].
- Pizza Roscia: pizza tipica di Collelongo realizzata con farina di granturco e arricchita con verdure, broccoletti, salsicce e ventresca[64].
- Pizza Summa: tipica di Cese viene cotta in camino sotto ad un coppo, ovvero un coperchio concavo in ferro, nel giorno in cui si festeggia san Martino[45].
- Pizzette fritte dolci e salate alle erbe di montagna[65].
- Frittata con le querièsime (verdura selvatica) o alle erbe antiche come la santoreggia o il timo serpillo[66].
- Frittata campagnola (con fagioli, spinaci e zucchine) oppure alle erbe selvatiche[67].
- Formaggi: burro di Ovindoli, caciocavalli, mozzarelle, pecorini, caprini, ricotte e scamorze[1][68]. Il "Surgitto" o "Sorgitto" è una piccola forma realizzata con latte di pecora e caglio che masticandola riproduce il verso del topo[69].
- Pecorino alla griglia con nocciole e miele di Ortona dei Marsi[70].
- Pancotto con i broccoletti[70].
- Pannocchia, (localmente detta anche marrocca[52]) arrostita o lessata[54].
- Insalata abruzzese[71].
- Funghi nostrani, come le cardarelle o le ricelle, accompagnati da mozzarella di bufala[56].
- Funghi cotti in padella o al forno insieme alle spezie oppure "trippati" (cotti come la trippa)[72].

## Primi piatti

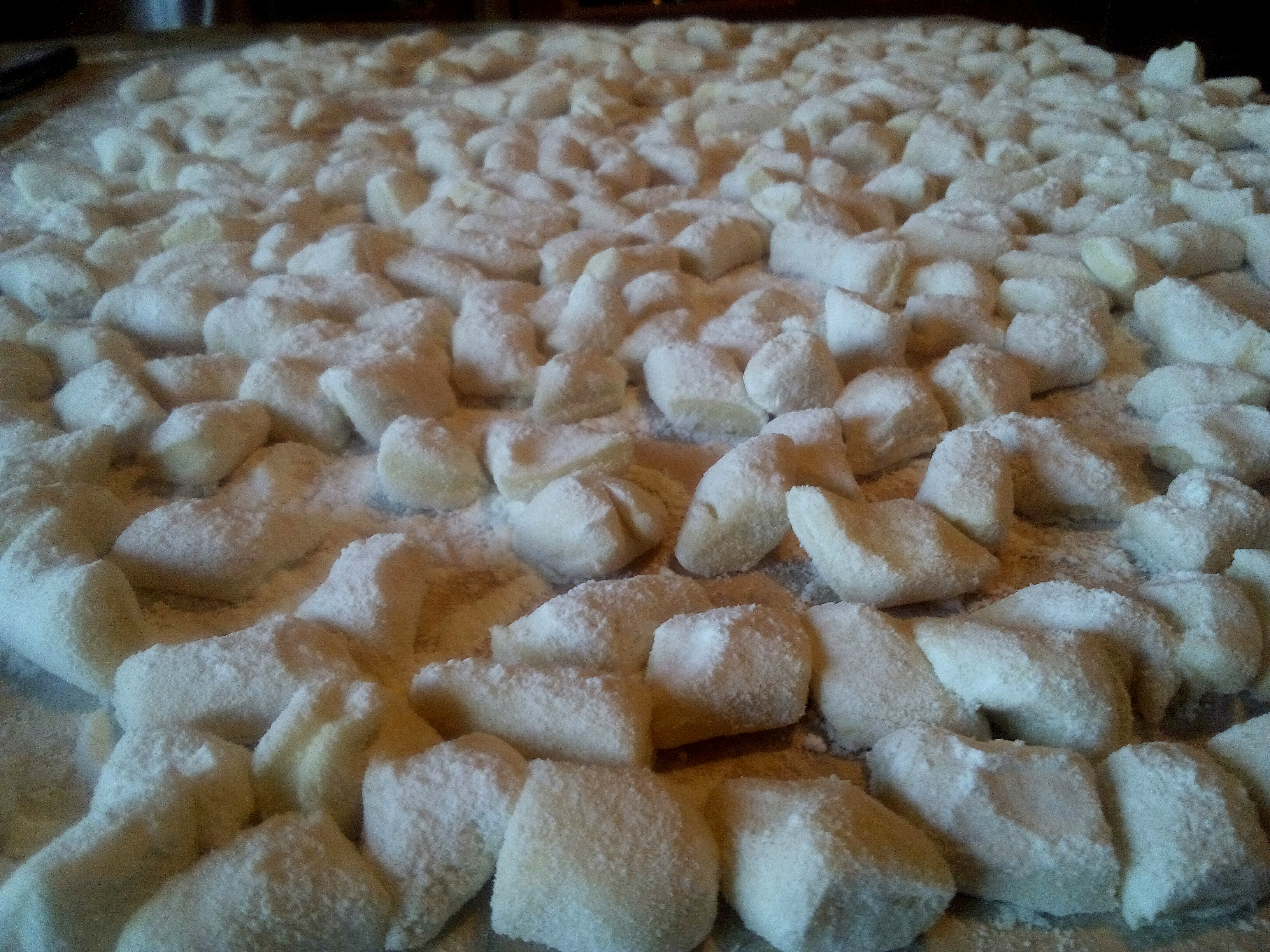
Gnocchi di patate del Fucino

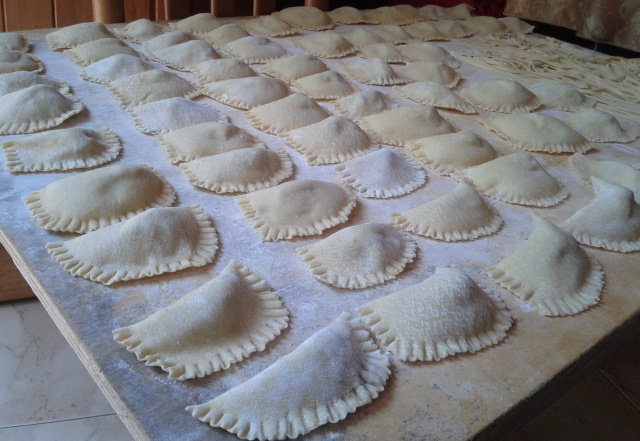
Ravioli ripieni fatti in casa

- Anellini alla pecoraia: pasta a forma di anello servita con una salsa mista di pomodoro e vegetali a cui viene aggiunta la ricotta di pecora[73][74].
- Maccheroni alla chitarra accompagnati da ragù misto[1] oppure dal sugo d'umido alla contadina[75][76].
- Sagne con i fagioli: piatto tipico di Avezzano[73].
- Sagne pelose: pasta ruvida tipica di Cese e Collelongo realizzata con acqua, farina integrale e senza uova[45][54].
- Sagne al ragù di coniglio e zafferano aquilano, piatto tipico di Carsoli[77].
- Lasagna con le polpettine[78].
- Fettuccine: possono essere servite con il ragù bianco di patate e il guanciale[79], con il ragù d'anatra[77], oppure condite con un preparato a base di funghi e tartufo abruzzese[80].
- Pappardelle al sugo di lepre o ai funghi porcini con pesto del lardo di Colonnata.
- Pappardelle di farro al sugo di cinghiale condito con l'aglio rosso di Sulmona: piatto tipico del parco Sirente-Velino[81].
- Taccozzette, minestra con pasta e fagioli tipica di Capistrello[82].
- Tacquelòzze con il sugo di castrato, primo piatto tipico di Celano. La pasta fatta in casa viene allungata e ritagliata con le forme di rombi[83].
- Pizzicuni: primo piatto tipico di Colli di Monte Bove. La pasta dalla forma allungata, viene stirata dai lembi prima della bollitura in acqua che avviene singolarmente. Il piatto si serve con il guanciale e la salsiccia sbriciolata[84].
- Gnocchi fatti a mano preparati con il sugo di carne e l'aglio orsino.
- Gnocchetti o Caratelli con gli òrapi: piatto tipico di Villavallelonga e del parco nazionale d'Abruzzo[68][85].
- Codetti e scrippelle, primi piatti conditi e serviti con i prodotti tipici del parco nazionale[68].
- Frascareje: granelli di pasta realizzati con farina, uova, acqua e conditi con il sugo di pecora e il formaggio pecorino o con il ragù di carne. La minestra di frascarelli può essere servita con i fagioli[86].
- Quagliatelli, formato di pasta tipico di Civitella Roveto simile alle sagne, servito con le cotenne di maiale e i fagioli[69].
- Maltagliati al tartufo o ai funghi porcini.
- Cannolicchi alla militare, ditali serviti in bianco con la pancetta[87].
- Ravioli ripieni di ricotta.
- Pasta fatta in casa con un impasto al luppolo[70].
- Risotto con le castagne roscette[88].
- Riso in bianco mantecato con il formaggio di pecora, piatto tipico di Avezzano[77].
- Fusillone con pomodori secchi e guanciale[70].
- Panzanella speziata con il piliero, ricetta tipica di Casali d'Aschi[89].
- Zuppe e Minestre: tipiche della cucina rurale e contadina. Le tipiche zuppe sono preparate con il metodo denominato "acquacotta" a cui si aggiungono verdure, ortaggi o rape oppure, a seconda della stagione, il baccalà. Infine naturalmente il pane[90]. Le minestre antiche, eredità della cucina povera rinascimentale, sono perlopiù a base di legumi, farro, fave e patate[73][91].
- Ranati: minestre di vari cereali come ceci, grano, fagioli e mais tipiche di Capistrello[92].
- Brodo: a base vegetale o di pollo[73].
- Polenta a base di farina di mais condita con le salsicce e la pancetta oppure con i fagioli e le cotiche. In genere è servita in contenitori di legno, localmente detti scifelle o scifellette[1][93].
- Panuccio: piatto unico realizzato con polenta di miglio o altri grani antichi. Viene realizzato in occasione del rito della "Panarda marsicana", in particolare a Luco dei Marsi e Villavallelonga[94].

## Secondi piatti

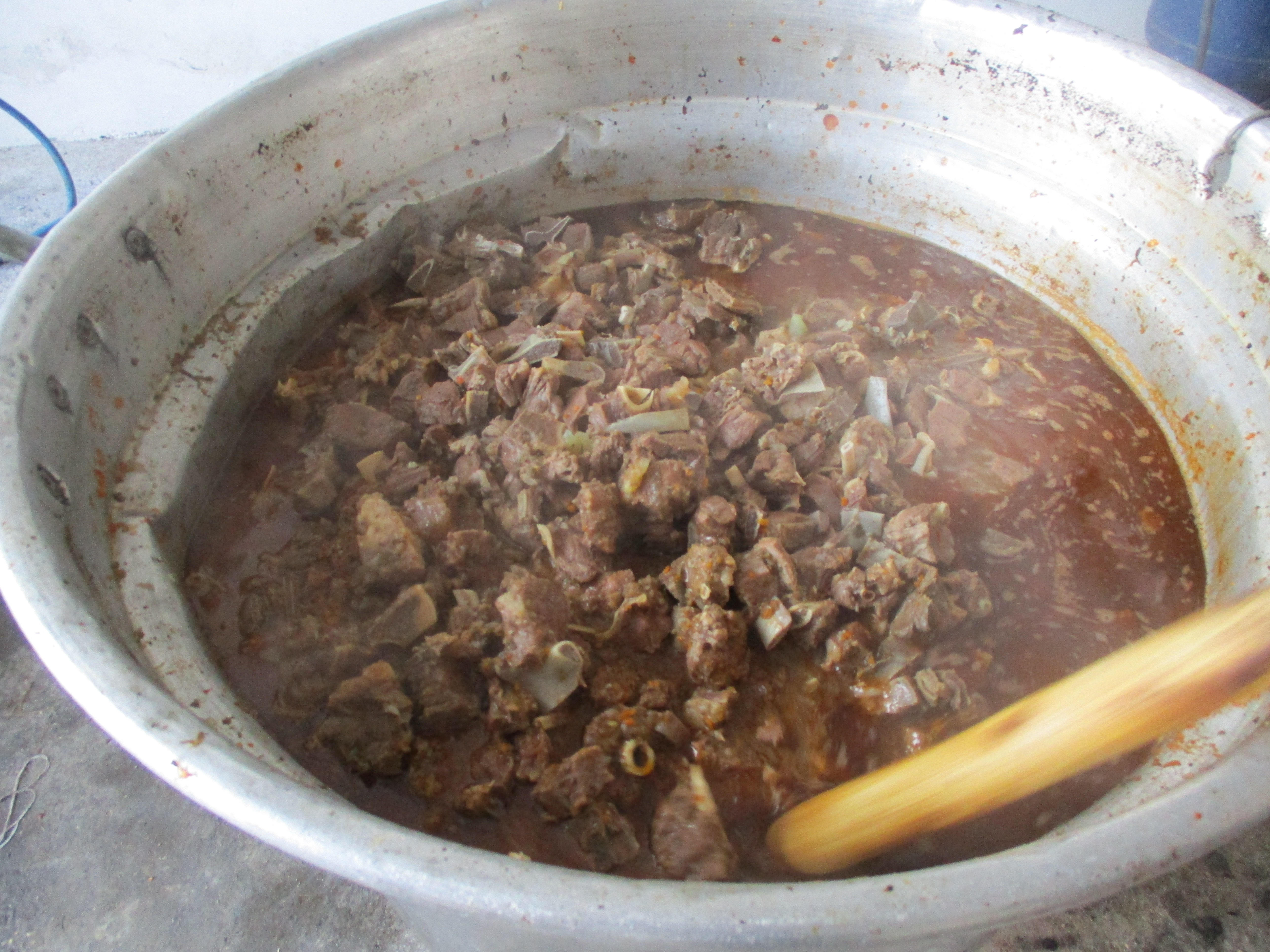
Pecora ajo cotturo cucinata ad Antrosano

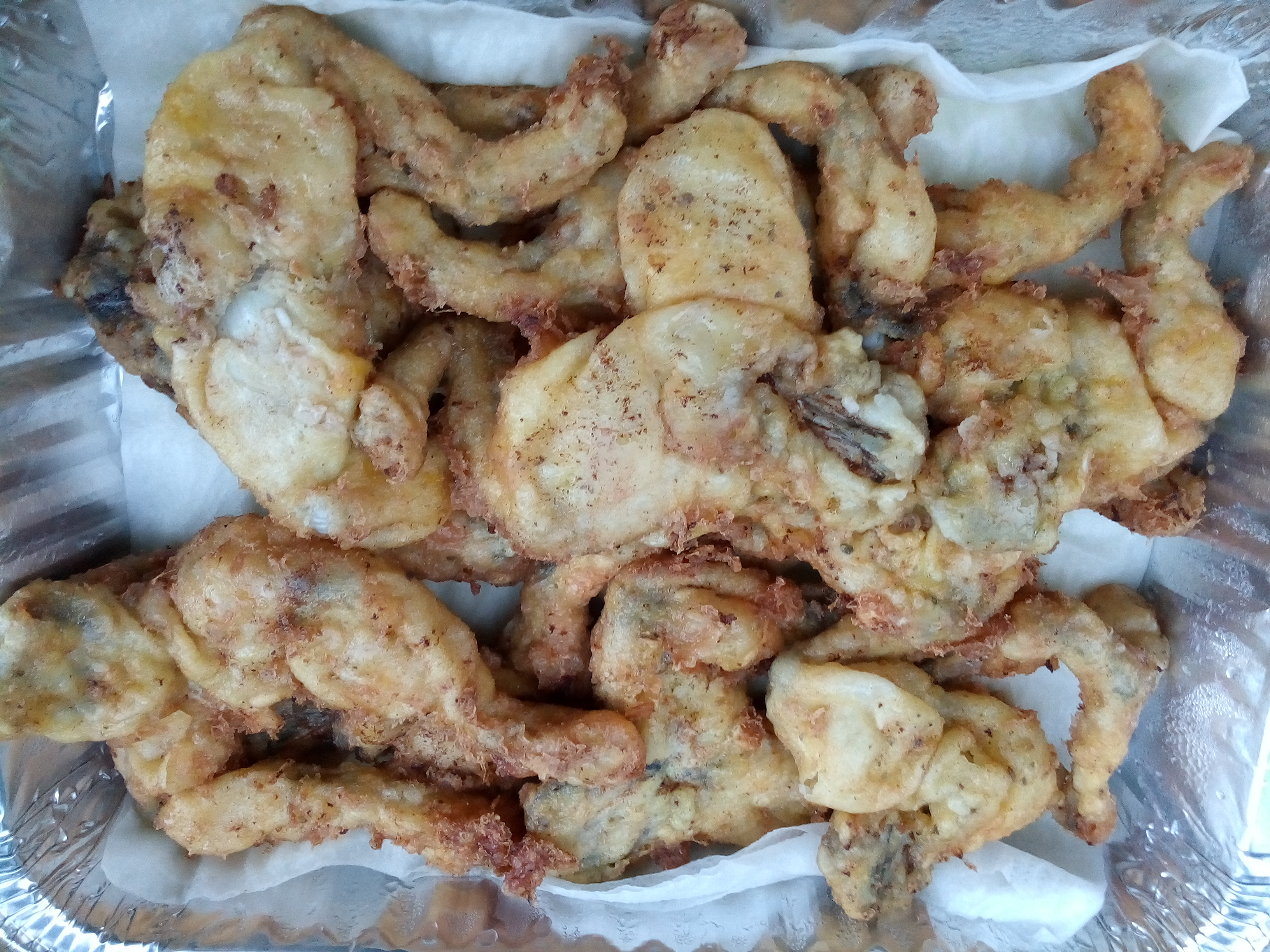
Rane fritte dorate

- Arrosticini di pecora, tipici della cucina abruzzese.
- Agnello cacio e ovo[70].
- Baccalà croccante con pesto di rucola[77].
- Polpette in umido con patate[95].
- Brasati di cinghiale[70]; cucinato alla Cacciatora, con aglio, olio evo e spezie, accompagnato da crema di nocciole e sfumato con il vino bianco[69].
- Manzo brasato al Montepulciano d'Abruzzo, piatto tipico di Tagliacozzo[77].
- Salsicce di fegato con il miele[69].
- Salumi e filetti di pecora[68].
- Filetto alle castagne[88].
- Capra alla pecorara: tagliata a pezzi in un recipiente unto di strutto, viene cosparsa di spezie come rosmarino, pepe e cipolla, infarinata e cotta[96].
- Pecora ajo cotturo, pietanza preparata nella Marsica ad Antrosano[70] e in altri centri montani come Pereto[97], Collelongo e Villavallelonga[54].
- Porchetta prodotta ad Avezzano[98].
- Marro di agnello, capretto e uova servito con le patate del Fucino: ricetta tipica di Lecce nei Marsi[54].
- Petto d'anatra sfumato alla birra[70].
- Lumache al guazzetto, specialità dell'area fucense e rovetana[99].
- Rane fritte dorate[100].
- Pesce: baccalà, stoccafisso e fritti misti[101].

## Frutta
- Castagna Roscetta della valle Roveto (caldarroste, lesse e lesse sbucciate)[88].
- Castagne di Carsoli e Sante Marie[102].
- Fichi[103].
- Lupini[104].
- Nespole.
- Sorbi.
- Mela della valle del Giovenco.

## Dolci

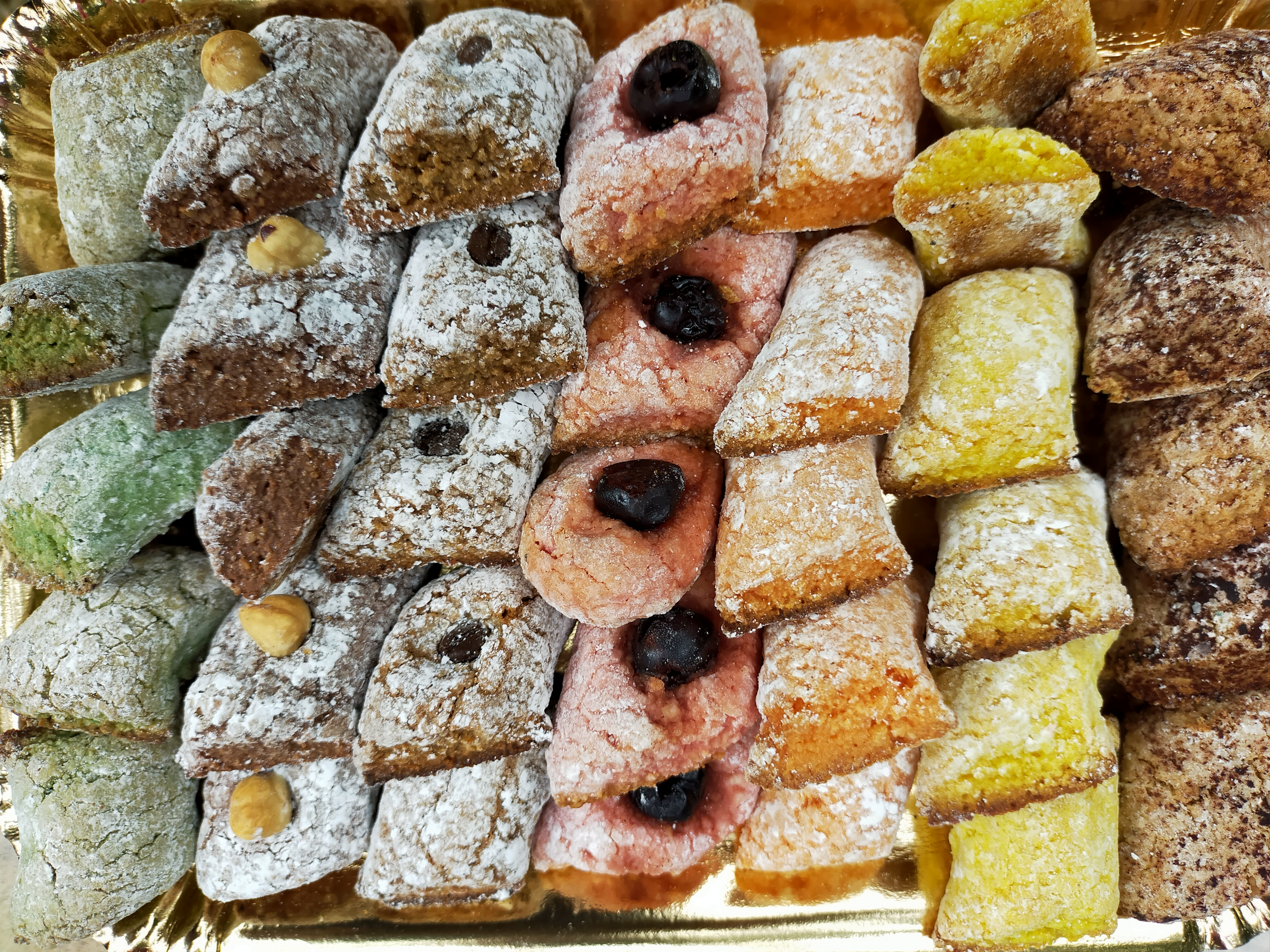
Amaretti marsicani colorati

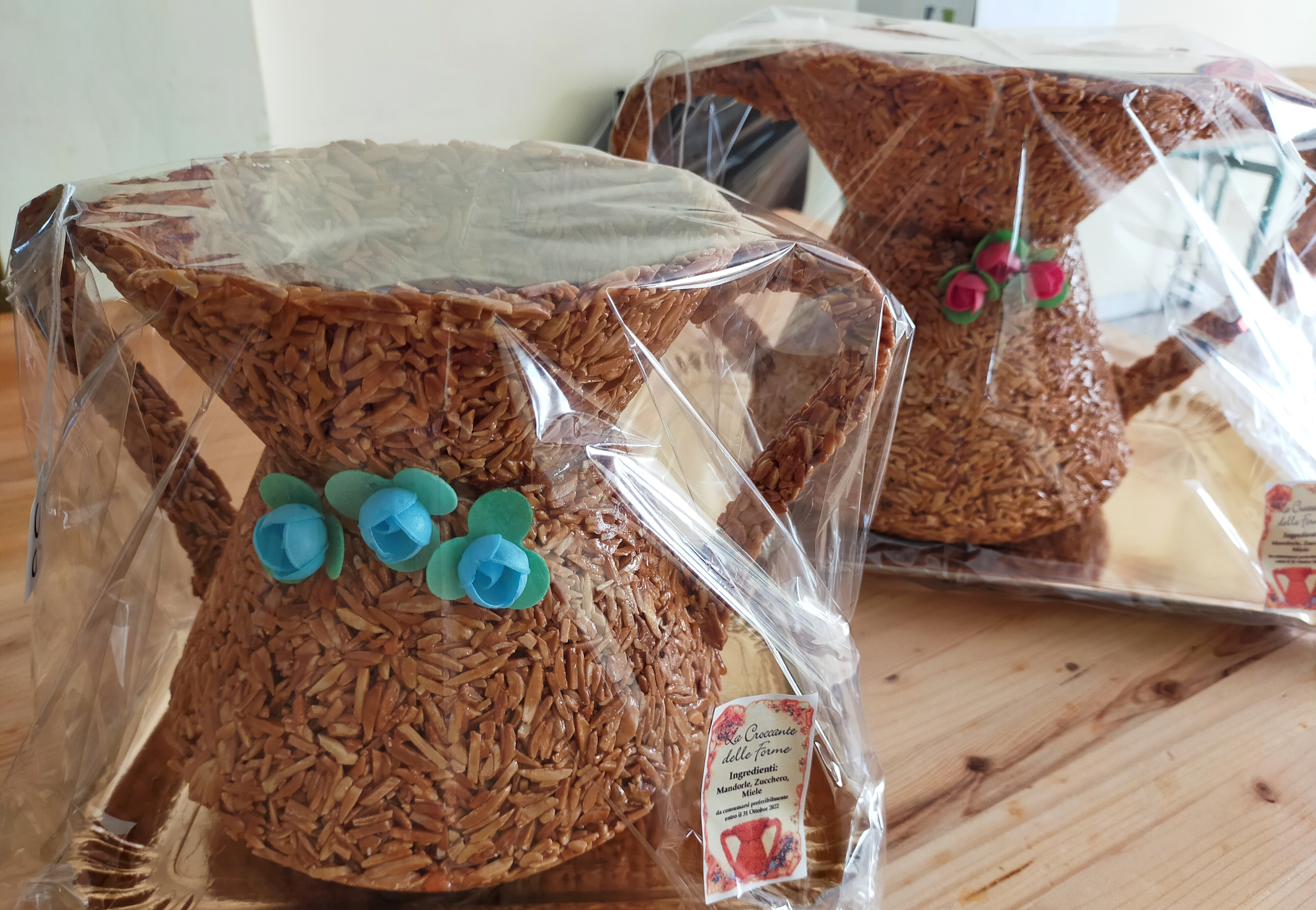
Conche abruzzesi realizzate con la croccante, dolce tipico di Forme

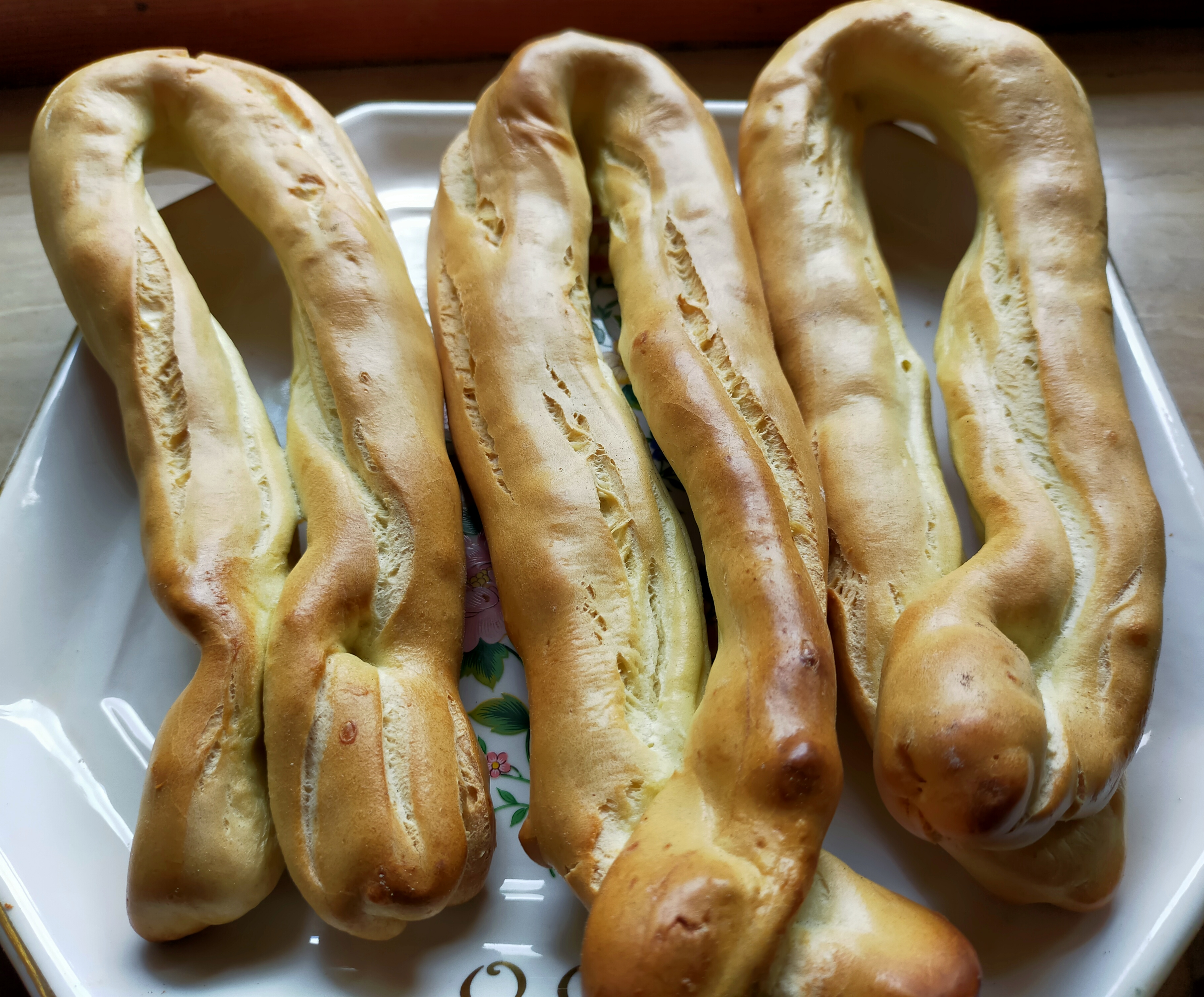
Tisichelle luchesi

- Amaretti morbidi marsicani con scaglie di mandorle dolci e amare[105].
- Caggionetti, in dialetto Cauciunitti: realizzati con miele e ripieno di castagne o ceci e cioccolato[106][107]. I Calascinetti, dolci pasquali tipici di Balsorano, vengono ripieni con i formaggi pepati[108].
- Copeta: croccante tipico di Capistrello realizzato con le noci tritate e il miele[109].
- Struffoli e panzerotti natalizi.
- Pizzicotti[2].
- Maritozzo farcito con la panna montata, la crema pasticcera o la crema tiramisù[110].
- Monte Bianco di marron glacé[88].
- Crema o confettura di castagne[69][88].
- Crespelle ai marroni[88].
- Cicerchiata[102].
- La croccante di Forme: dolce realizzato con le mandorle, lo zucchero e il miele chiamato rigorosamente al femminile[111]. A Cerchio il dolce è noto con il nome di Clucanda e acquisisce la forma del gallo. Realizzato con le mandorle tostate immerse nello zucchero caramellato viene donato ai novelli sposi[112].
- Dolce di Corradino, tortino realizzato con la farina di castagne. Dopo l'infausta battaglia di Tagliacozzo del 1268 fu offerto al principe svevo a Castelvecchio di Sante Marie[113].
- Fior di ricotta con le amarene[77].
- Nociata: croccante di miele fuso con le noci[114].
- Coperchiola, ferratella alle mandorle e al miele, dolce tipico di Massa d'Albe[2][115]. Nella valle Roveto la ferratella, farcita con le confetture o con il miele, viene impreziosita con la granella di noci[69]. A Sorbo è detta Nivola e può essere infarcita con la cioccolata, la marmellata o il miele[116].
- Fiaone: dolce a forma di raviolo, a base di uova e formaggio, tipico di Poggio Filippo[117].
- Dolci pasquali: ciambelle di varie grandezze a seconda del comune dove vengono realizzate. Fiadoni salati, dolci e pizza pasquale. La Pupa è un dolce impreziosito da confettini, a forma di donna viene regalato alle bambine, a forma di gallo ai bambini[118]. Le Palombelle (in dialetto Palommelle o Colommelle) e i Cavallucci, dolci ripieni al cacao tipici di Tagliacozzo, vengono donati rispettivamente alle bimbe e ai bimbi. Rappresentando la pace e la guerra vengono mangiati insieme in segno di fratellanza[119].
- Dolci matrimoniali in formati diversi per la sposa e per lo sposo.
- Ciambella, dolce tipico localmente chiamato Sciambella a Lecce nei Marsi[120] o Ciammella a Scurcola Marsicana[121]. Caratteristiche di Luco dei Marsi sono la ciambella luchese e la Tisichella[122].
- Chiortani di San Biagio, dolci tipici di Magliano de' Marsi. Sono dei panetti con l'anice cotti nel forno e ripieni di cioccolata. In alternativa possono essere serviti anche con i salumi affettati[123].
- Marmellata di rosa canina[69].
- Mostaccioli abruzzesi, localmente detti Murzitti, sono dei dolci realizzati con farina e uova. Ripieni di impasto al cacao e ceci o noci sono tipici di Carsoli e Trasacco[124].
- Parrozzo[69].
- Pesche all'alchermes, ripiene di crema di burro, crema al limone oppure di cioccolato.
- Salame del Re, salame di cioccolato realizzato con pasta biscotto simile al pan di Spagna. Bagnato all'alchermes viene farcito con cioccolato e crema pasticcera.
- Spumette di Cese, realizzate con un impasto di albume e zucchero a cui si aggiungono le mandorle tritate[45].
- Pan dell'orso, dolce tipico dei comuni del parco nazionale d'Abruzzo.
- Nucci atterrati: mandorle sbollentate e zuccherate[2].
- Sassi d'Abruzzo: mandorle tostate e ricoperte di zucchero[125].
- T'rcnell: dolci natalizi tipici di Pescasseroli con la forma del torcinello, realizzati utilizzando patate, farina, uova e semi di anice. Vengono fritti in padella e zuccherati prima di essere serviti[126].
- Zeppole di san Giuseppe.

## Bevande

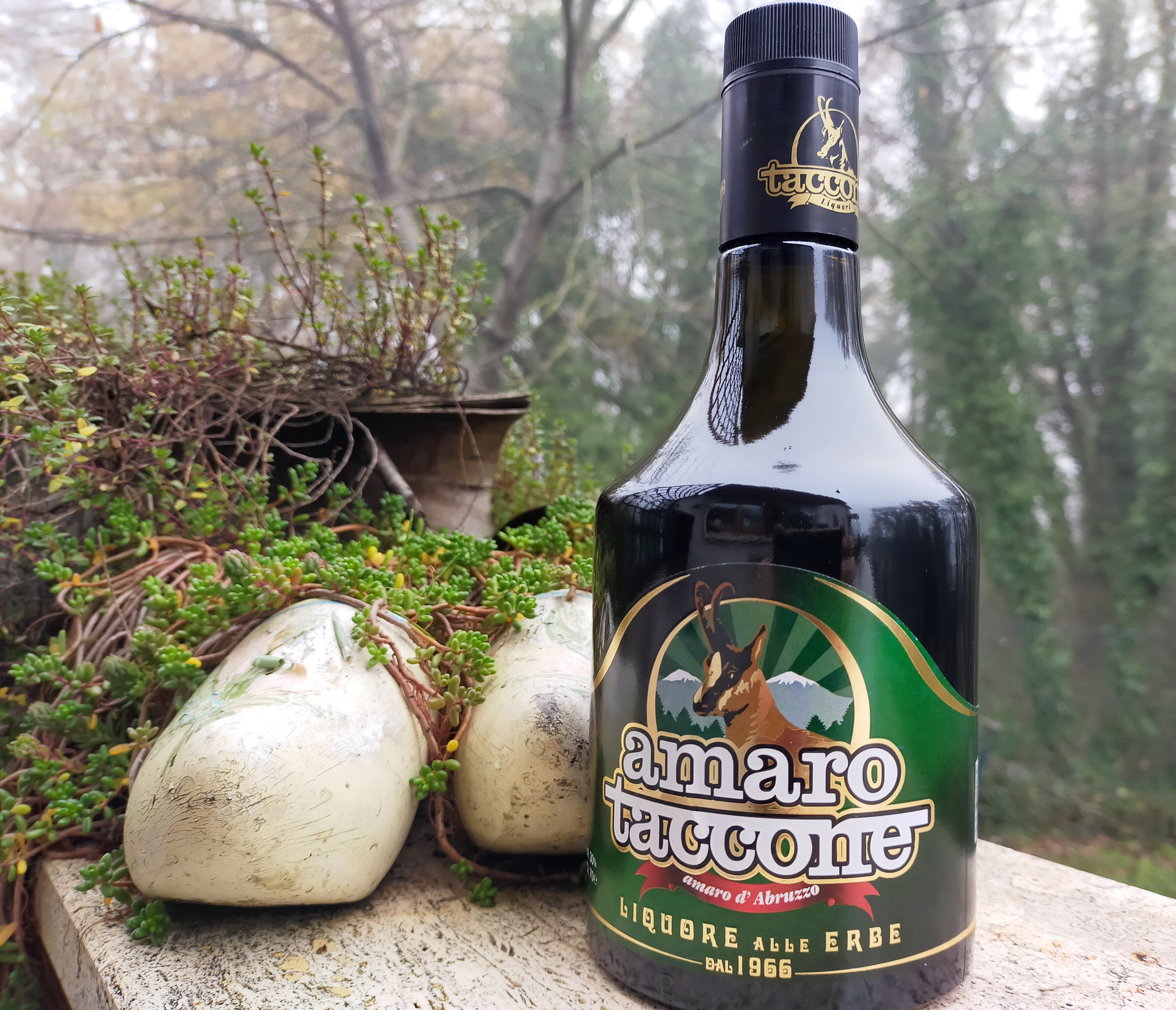
Amaro Taccone

- Acqua Santa Croce, acqua oligominerale imbottigliata a Canistro dal 1975[127].
- Amaro Taccone, liquore alle erbe prodotto a Massa d'Albe dal 1966 a cominciare dall'ideatore il ciclista Vito Taccone[128].
- Vino marsicano[129] prodotto dal 1958 in seguito alla costituzione della Cantina Cooperativa del Fucino[130] con sede a Paterno di Avezzano[131]. Presente nei tipi rosso, rosato e bianco e in diverse linee: Trebbiano di Avezzano (Bombino bianco)[132], Montepulciano d'Abruzzo, Cerasuolo d'Abruzzo, Fucens, Rosso della Costa, Visconte, Fonte Vecchia, Noemo, Sapori d'Autunno, Pecorino, Cococciola, Scabino, frizzante Brioso[133] e linea Cuniculus dedicata ai cunicoli di Claudio e riservata al settore Horeca[134].
- Cantine Bove, azienda vinicola fondata negli anni trenta, produce le etichette legate al territorio denominate Avegiano e Poggio d'Albe[135].
- Malvasia[136].
- Vino cotto, bevanda che si ottiene da uva dei vitigni di Montepulciano servita calda dopo bollitura in una pentola di rame.
- Vin dei Pomi: sidro tipico di Ortona dei Marsi[137].
- Spumante Casanova[138].
- Fragolino, prodotto a Pescasseroli.
- Birre artigianali e stagionali[70].
- Birra, con utilizzo di patata del Fucino di coltura biologica.
- Nocino di San Giovanni[69][139].
- Acquavite di genziana prodotto nei comuni del parco nazionale e del parco regionale Sirente-Velino.
- Centerbe, liquore aromatico prodotto nei comuni del parco nazionale.
- Ratafia di more o di frutti di bosco prodotto nei comuni del parco nazionale.
- Succhi di carota e di rapa rossa prodotti nel Fucino.

## Galleria d'immagini

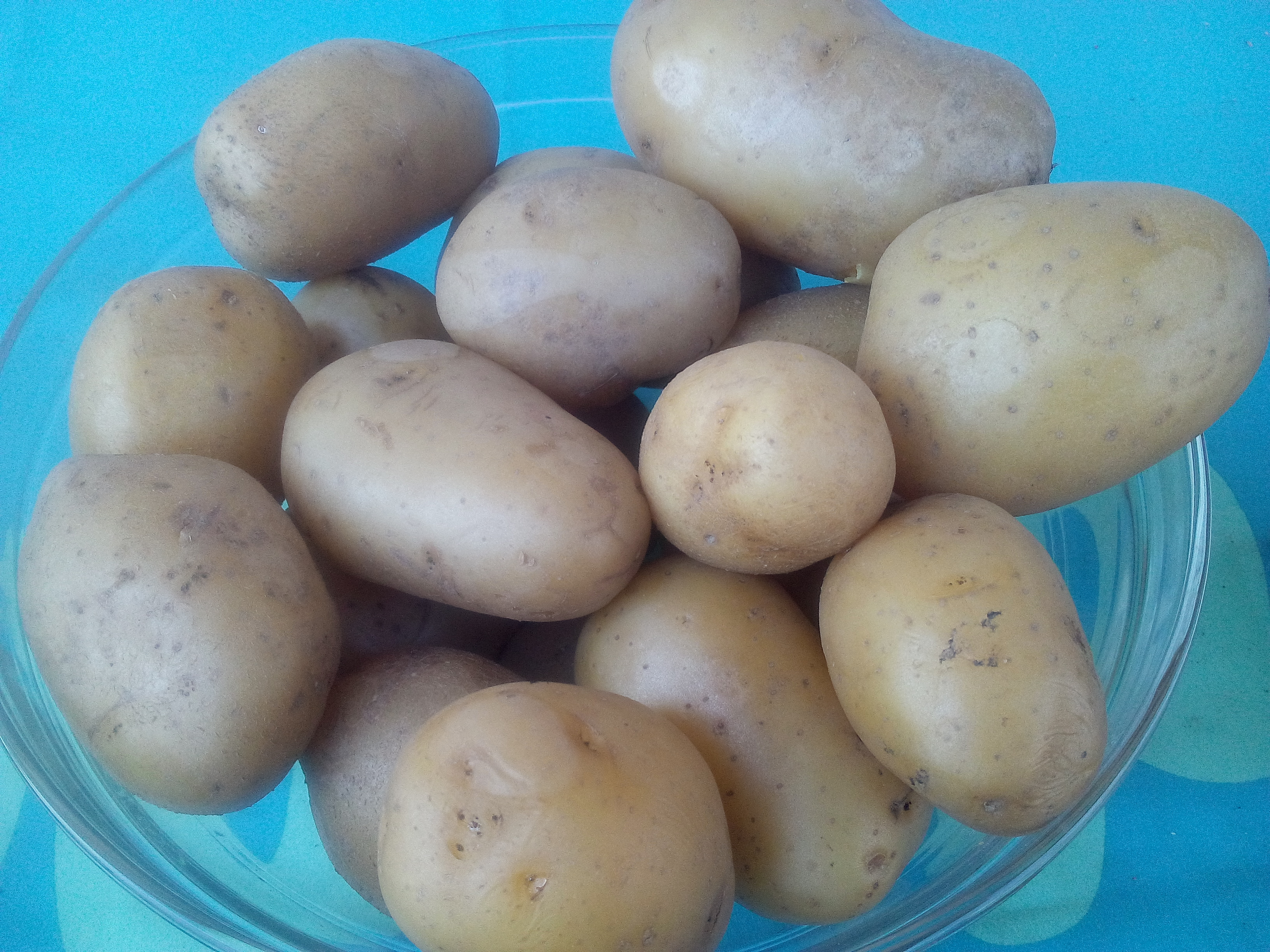
Patate del Fucino
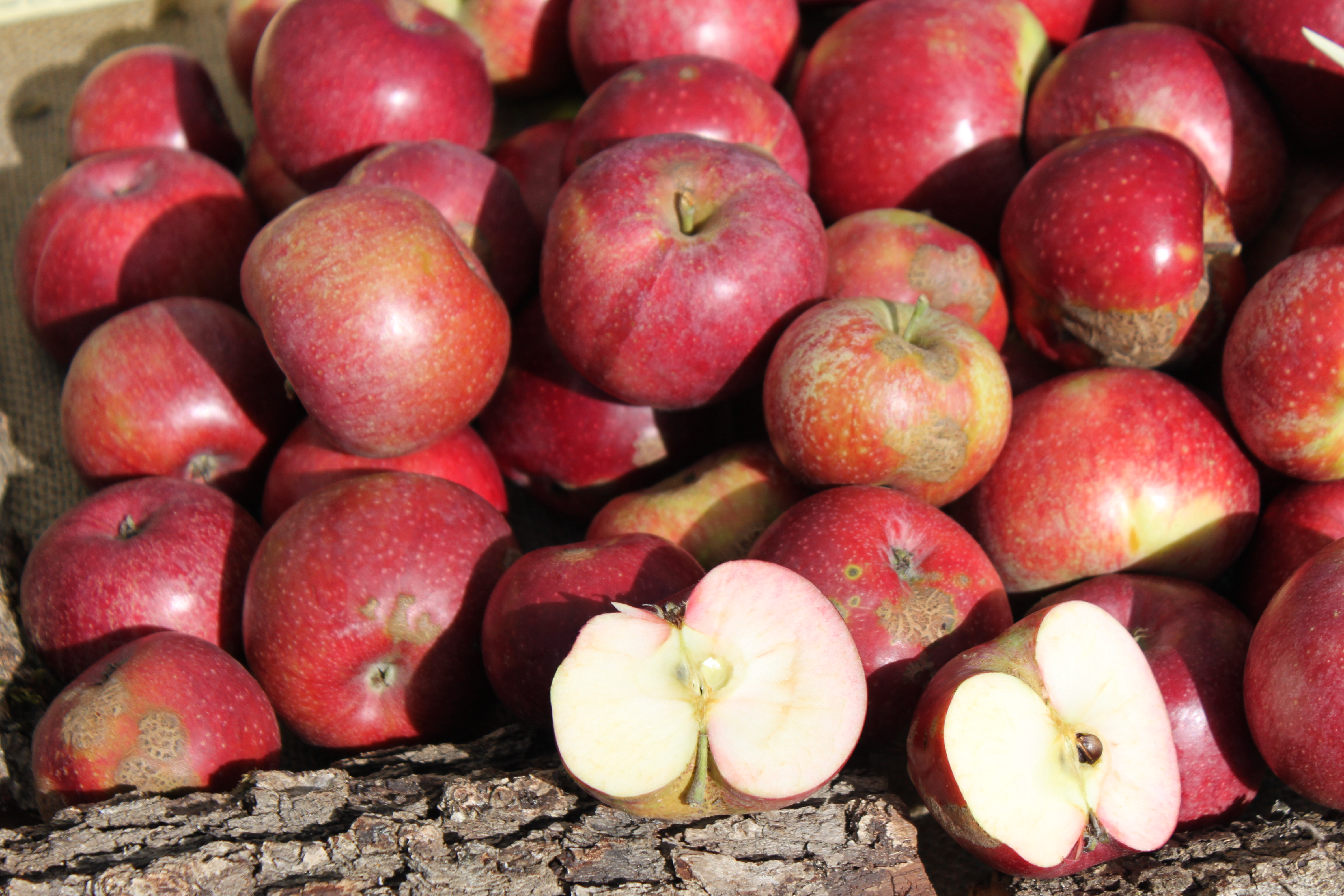
Mela della valle del Giovenco
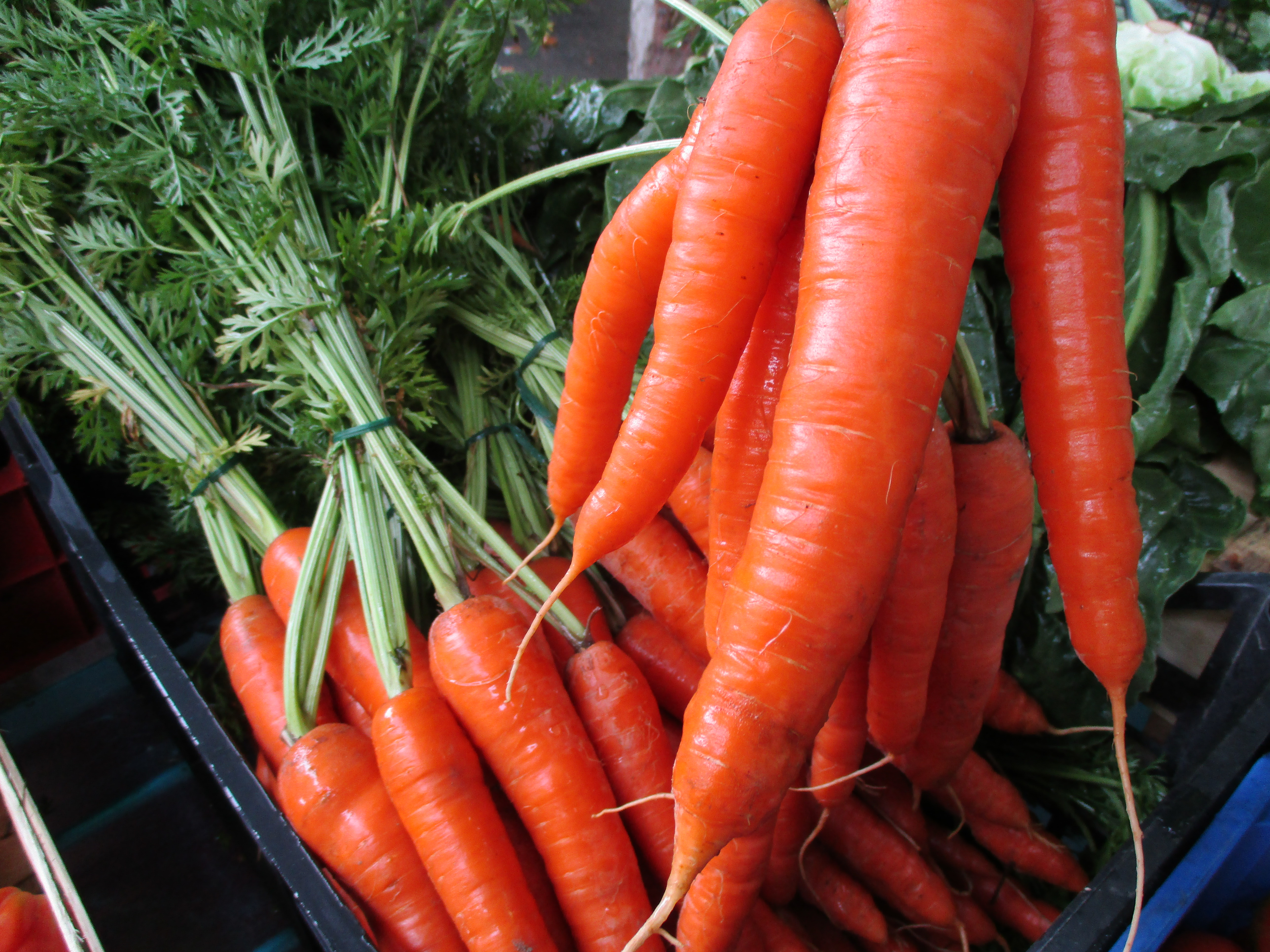
Carote del Fucino
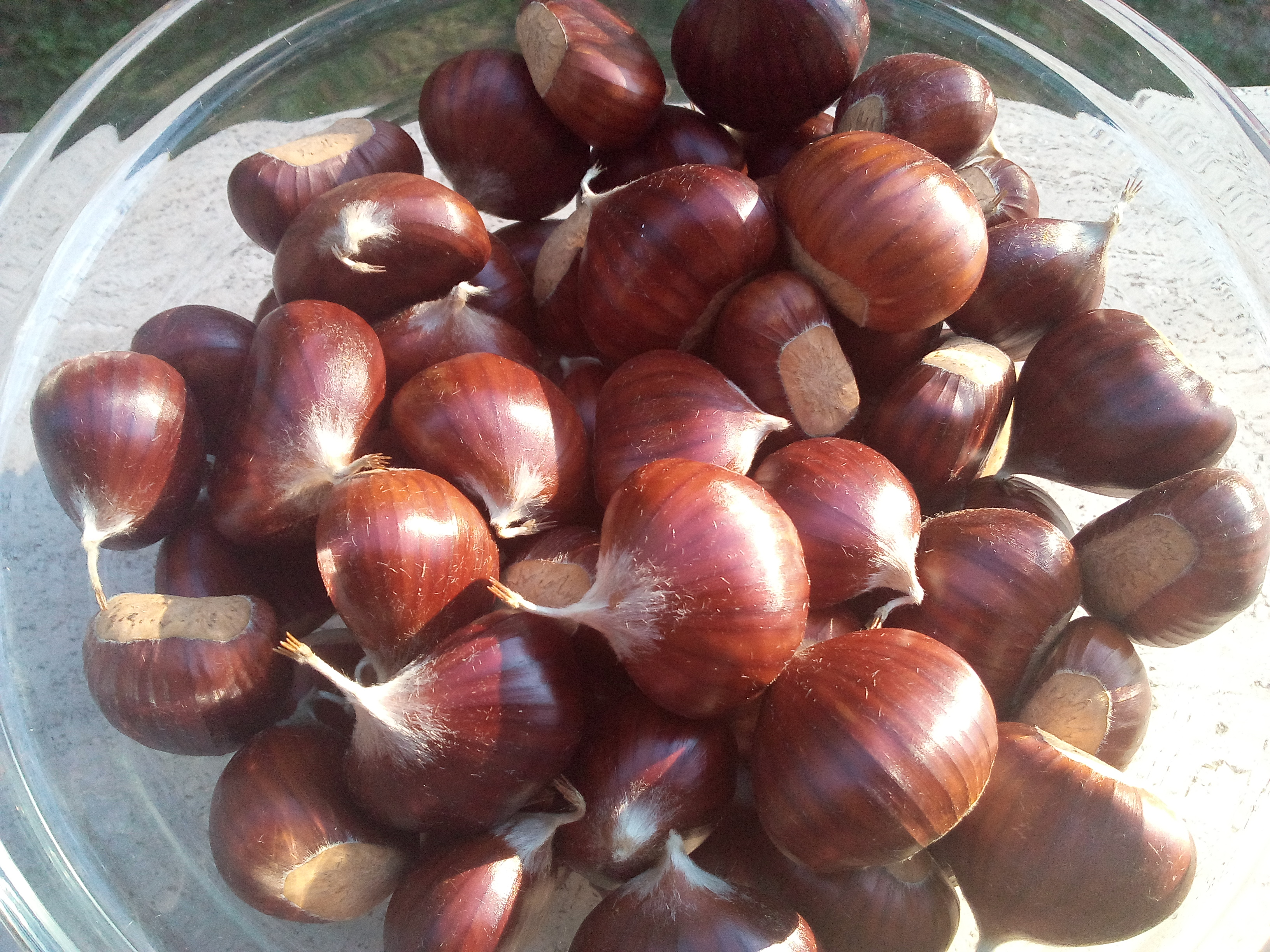
Castagna Roscetta della valle Roveto
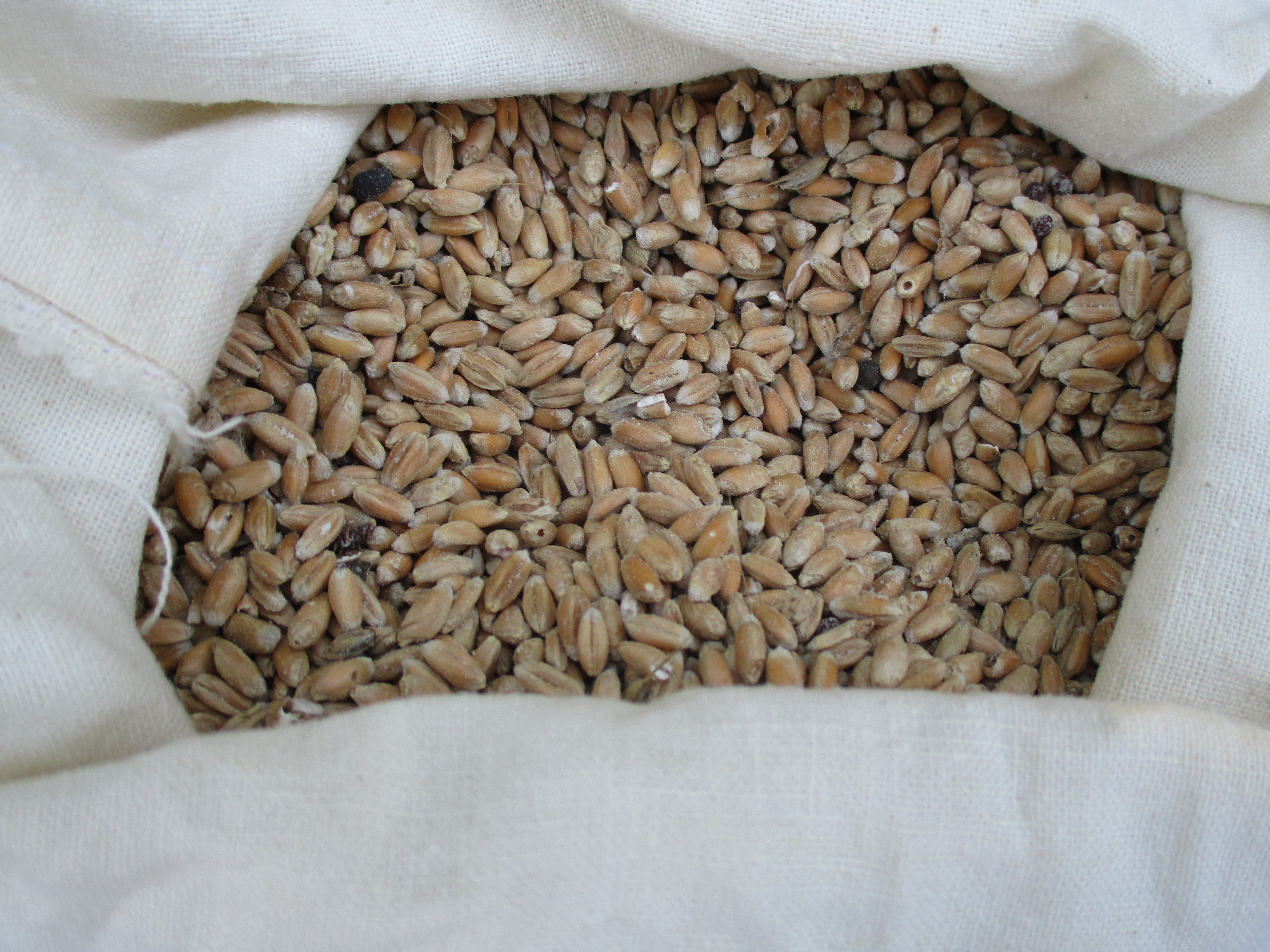
Grano Solina
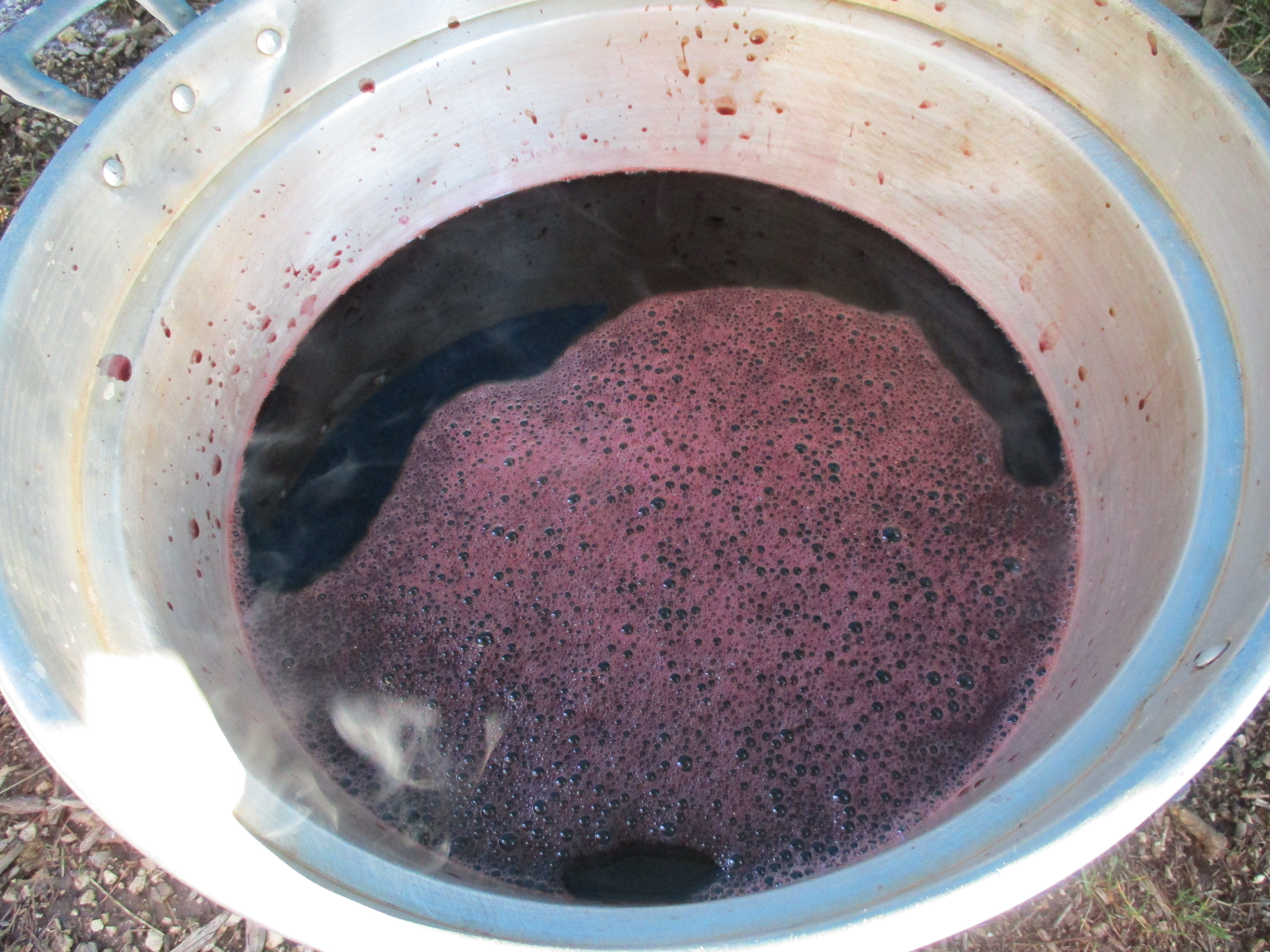
Vino cotto